# تشونغتشينغ
تشونغتشينغ (بالصينيَّة: 重庆، شِيَوْ عَر دٍْ: «چݣٿٍْ») مَدِينَة كبرى في جمهورية الصين الشعبية، وهي إحدى البلديات الأَربَع الخاضعة للإدارة المُباشرة للحكومة المركزيَّة لجمهوريَّة الصين الشعبية، وهي البلدية الوحيدة الموجودة في قلب الصين. تُعدّ أكبر مَركَز صناعي وتجاري في مِنطَقَة جَنُوب الصين الغربيّ، وهمزة وصل لعديد الطرق البرية أو النهرية على المجرى الأعلى لنهر يانغتسي. 
يبلغ عدد سكان «بلدية تشونغتشينغ الإداريَّة» أَكثَر من 30 مليُون نسمة، كثير منهم يسكنون ريف البلدية. وتضُم مَدِينَة تشونغتشينغ 9 مَنَاطِق حضرية وضواحيها، وبلغ عدد سُكَّانها 8,750,000 نسمة في 2018، وتُعد تشونغتشينغ البلدية الصينيَّة الأكثر اكتظاظًا بالسكان وفقًا لتعداد عام 2010. كَانَت بلدية تَابِعَة لمقاطعة سيتشوان خِلال حقبة جمهورية الصين، وكانت عاصمة المُقاطعة خِلال الحرب الصينيَّة اليابانيّة الثانيَّة (1937-1945)، فُصلت عَن مقاطعة سيتشوان فِي 14 مارس 1997 بهدف تعزيز التنمية بغرب الصين ووسطها.
المدينة واحدة من المدن المركزية الوطنية في الصين. وهي حمزة وصل في قطاع نهر اليانغستي الصناعي واحد قواعد مبادرة الحزام والطريق. يعد مطارها مطار تشونغتشينغ جيانغبى الدولي ثاني أكثر مطار ازدحاما بالصين وواحد من أكثرها ازدحاما بالعالم. بالمدينة نظام قطار أحادي الخط به 70 محطة وهو أطول وأكبر خط قطار من هذا النوع بالعالم. المقر الرئيس لشركة شانجان أحد الأربعة الكبار في الصين يوجد في المدينة.
يغلب على «تشونغتشينغ» الطابع الصناعي، حيثُ تُوجَد فِيهَا العديد من صناعات الحديد والصلب والكِيمَاوِيّات وَكَذَلِك مصانع الطاقة الكهربائيّة وصناعة السيَّارات (وتُوجد بِهَا العديد من كبرى شركات صناعة السيَّارات العالمية) والآلات والسفن ومواد البناء والغزل والنسيج والأطعمة والطب وَالأَدوِيَة وَغَيرَهَا من الصناعات، وتُعتبر من المُدن المركزيَّة الوطنيَّة في الصين، وتُمِثل المَركَز الماليّ لحوض سيتشوان ونهر يانغتسي، وهي مَركَز تَصنِيع وَنَقل رئيسية، وأعتبرها تَقرير صادر في 2012 عَن وَحدة المَعلُومَات الاقتصاديَّة واحدة من «13 مَدِينَة كبرى ناشئة في الصين»، وصنفتها شبكة بحث المدن العالمية والعولمة في المرتبة «بيتا (الدرجة الثانيَّة العالمية)»، وهي من «أفضَل 100 مَدِينَة فِي العَالم حسب مخرجات البَحث العلميّ» وفقًا لمؤشر الطبيعة  وتُعد موطن للعديد من الجامعات البارزة ومنها جامعة تشونغتشينغ وَجَامِعَة ساوث ويست وَجَامِعَة تشونغتشينغ للبريد وَالاِتِصَالَات والجَامِعَة الجنوبيَّة الغَربيَّة للسياسة.

## التاريخ

### التاريخ القديم
يرتبط مَوقِع تشونغتشينغ تاريخيًا بولاية «با»، وكانت عاصمتها الجَدِيدَة تُسمى «جيانغ تشو» (江州).

### العصر الإمبراطوري
كَانَت «جيانغ تشو» تحت حكم تشين شي هوانج خِلال عهد أسرة تشين، وَكَذَلِك حكم أسرة هان، وغُير اسم «جيانغ تشو» إلى «محافظة تشو» (楚州) خِلال حكم السُلالات الشماليَّة والجنوبيَّة، ثم إلى «محافظة يو» (渝州) في عام 581 ميلادي خِلال حكم سلالة سوي، وإلى «محافظة قونغ» (恭州) في عام 1102 خِلال فَترَة سونغ الشماليَّة، وَلَا يزال يُستخدم اسم «يو» كاختصار لاسم «تشونغتشينغ»، وللإشارة إلى مَركَز المدينة التاريخيّ مَوقِع بلدة «يوزونغ» (渝中) والّتِي تعني «وَسَط يو».
غُير اسمها إلى الاسم الحاليّ في 1189، بَعد أن وصف الأمير «تشاو دُون» من سلالة سونغ الجنوبيَّة تتويجه كملك بأنَّه «احتفال مزدوج» (بالصينية المبسطة: 双重喜庆; بالصينية التقليدية: 雙重喜慶; البينيين: shuāngchóng xǐqìng)، أو «تشونغتشينغ» باختصار)، وغُير اسم «محافظة يو» إلى «تشونغتشينغ فو». أَسّس «مينغ يوجين» (أسرة يوان) زعيم الفلَّاحين المُتَمَرِدين «مملكة داشيا» (大夏) في تشونغتشينغ لفترة قصيرة فِي عام 1362، تمردت قبائل «شي تشونجمينج» (奢崇明) على الحكم وأسست فِي 1621 مملكة كايفنغ (大梁) وجعلت تشونغتشينغ عاصمتها، نتيجة للضرائب الّتِي فرضتها سلالة مينغ، واستمر التمرد مَا يقرب من ثماني سنوات.
سيطر تشانغ شيان تشونغ على تشونغتشينغ وبقية مَنَاطِق سيتشوان في عام 1644 بعد سقوط سلالة مينغ، ولاحقًا غزا المانشو المُقاطعة، وشجع إمبَراطور تشينغ خِلال عهد أسرة تشينغ هجرة الشعب إلى تشونغتشينغ وسيشوان. افتتحت القنصلية العامَّة البريطانيَّة في تشونغتشينغ في عام 1890، وأصبحت المدينة أول ميناء تِجَارِيّ داخلي مفتوح للأجانب في 1891، وتبع القنصلية البريطانيَّة قنصليات لِدُوِل أُخرى ومنها القنصلية الأمريكيَّة والألمانيَّة والفرنسيَّة واليابانيّة من عام 1896 إلى عام 1904.

### عاصمة جمهورية الصين المؤقتة

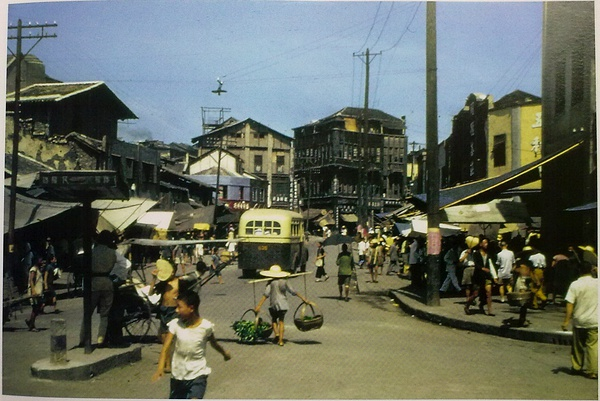
مشهد شارع في تشونغتشينغ، في حوالي 1944

كَانَت تشونغتشينغ العاصِمَة المؤقتة للجنرال شيانغ كاي شيك أَثناء وَبَعد الحرب الصينيَّة اليابانيّة الثانيَّة، من نوفمبر 1937 إلى مايو 1946، وعاش بها الجنرال وبقية أفراد الجيش فِيهَا بَعد انسحابهم في عام 1938 من العاصِمَة السّابِقَة ووهان، وأُعلنت عاصمة ثانية في 6 سبتمبر 1940. بعدما دخلت  بريطانيًا والوَلاَيات المتَّحدة وحلفاء آخرين الحرب في آسِيَا في ديسمبر 1941 كَانت المدينة مَقَر جوزف ستيلويل أحد نواب قادة عَمَليّات الحلفاء في جَنُوب شَرق آسِيَا كما اكتسبت أهَمِيّة عالمية في العمليَّات القتاليَّة ضدَّ قوى المحور، وزارها اللورد لويس مونتباتن، القائد الأعلى لقيادة جَنُوب شَرق آسِيَا، والّتِي كَان مَقَرها الرَئِيسيّ في سيلان الحديثة، عانت المدينة خِلال الفَترَة من عام 1938 إلى عام 1943 من حملات قصف مستمرة شنتها البحريَّة الإمبراطوريَّة اليابانيّة والقوات الجوية اليابانيّة،  وتحصَّن السكان في ملاجئ الغارات الجوية المتخفية في مناطقها الجبلية، واشتهرت تشونغتشينغ بكونها «مَدِينَة الأبطال» لمساهمة سُكَّانها وتضحياتهم خِلال الحرب العالميَّة الثانيَّة، وَخِلَال سنوات الحرب نقلت إليها العديد من المصانع والجامعات.
أصبحت تشونغتشينغ من آخر معاقل حكومة الكومينتانغ القومية في البر الرئيسي للصين خلال مراحل الحرب الأهلية الصينية. اجتاح الشيوعيون العاصمة القومية نانجينغ في 23 أبريل فاضطرت حكومة الكومينتانغ إلى الانسحاب، فاتخذت أولًا غوانجو مقرًا مؤقتًا، قبل أن تنتقل إلى تشونغتشينغ. وظلت المدينة المقر المؤقت حتى أواخر نوفمبر من عام 1949 حين انسحبت الحكومة القومية من المدينة جوًا.

### مركز البلدية

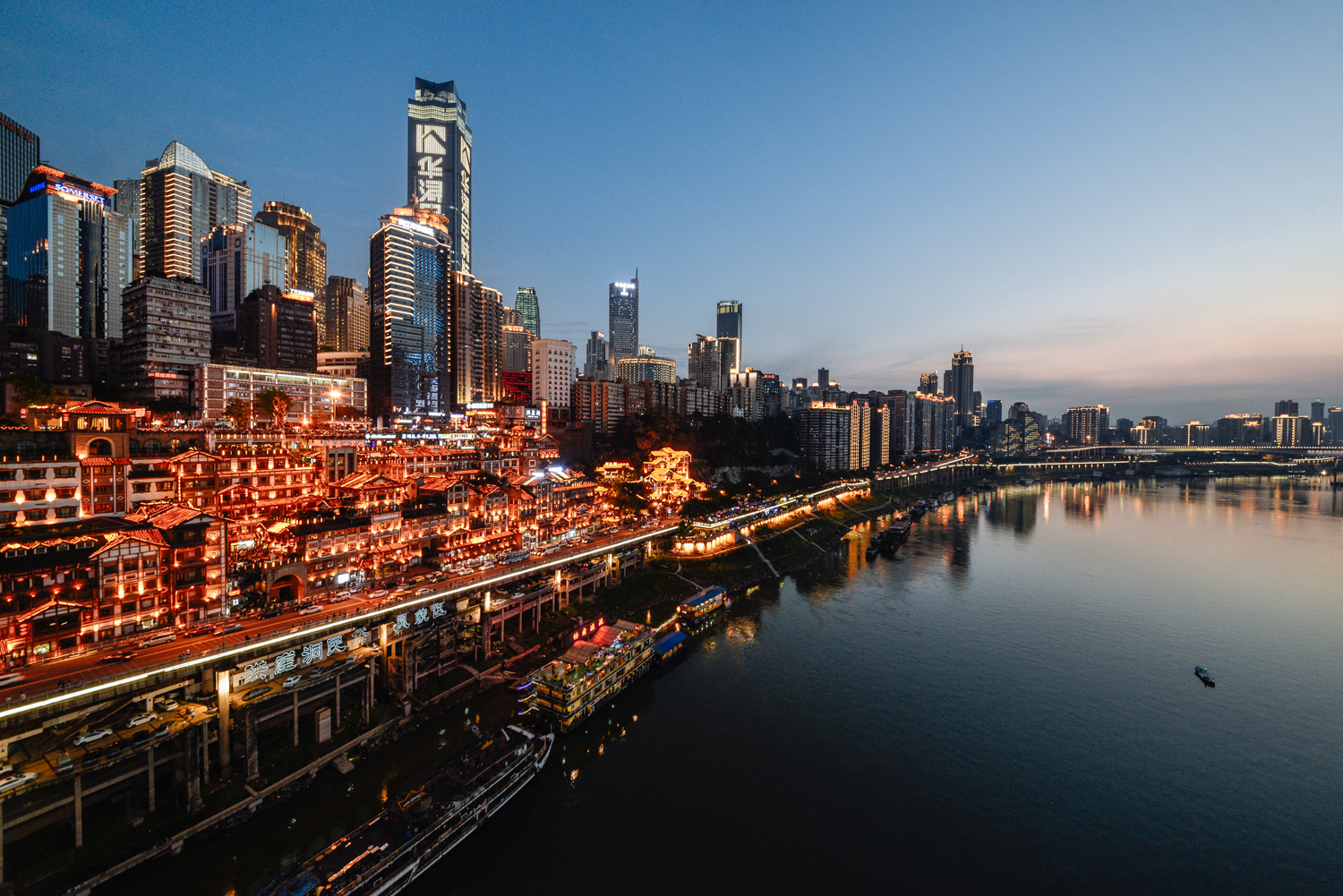
منظر غروب الشمس لمنطقة جيهفانغبي التجارية المركزية وكهف هونغيا في عام 2017

قرَّر مجلس الشعب الصيني الثامن في 14 آذار 1997، دمج المدينة المُحافظة الفرعيّة مَع فولينغ وانكزيان وتشيانجيانغ، وسمي القسم الفردي الجدبد «بلدية تشونغتشينغ».(ص.74) وأصبحت البلدية رأس حربة جُهُود الصين لِتَطوِير المناطق الغَربيَّة، وتنسيق إعادة توطين السكان من مَنَاطِق الخزان فِي مَشرُوع سد الممرات الثلاثة، وأقيم أول حفلِ رسمي لَهَا في 18 يونيو 1997. أصبَحَت تشونغتشينغ واحدة من أربع مُدن وَطَنِيّة مركزية فِي 8 فبراير 2010، أنشئت مِنطَقَة ليانغجيانغ الجَدِيدَة في تشونغتشينغ فِي 18 يونيو 2010، وكانت ثالث «مِنطَقَة على مُستَوى مقاطعة» عِند إنشائها.
|  | مدينة تشونغتشينغ السابقة على مستوى المحافظة مدينة فولين السابقة على مستوى المحافظة مدينة وانشيان السابقة على مستوى المحافظة إقليم تشيانجيانغ السابق |

## الجغرافيا

### التضاريس

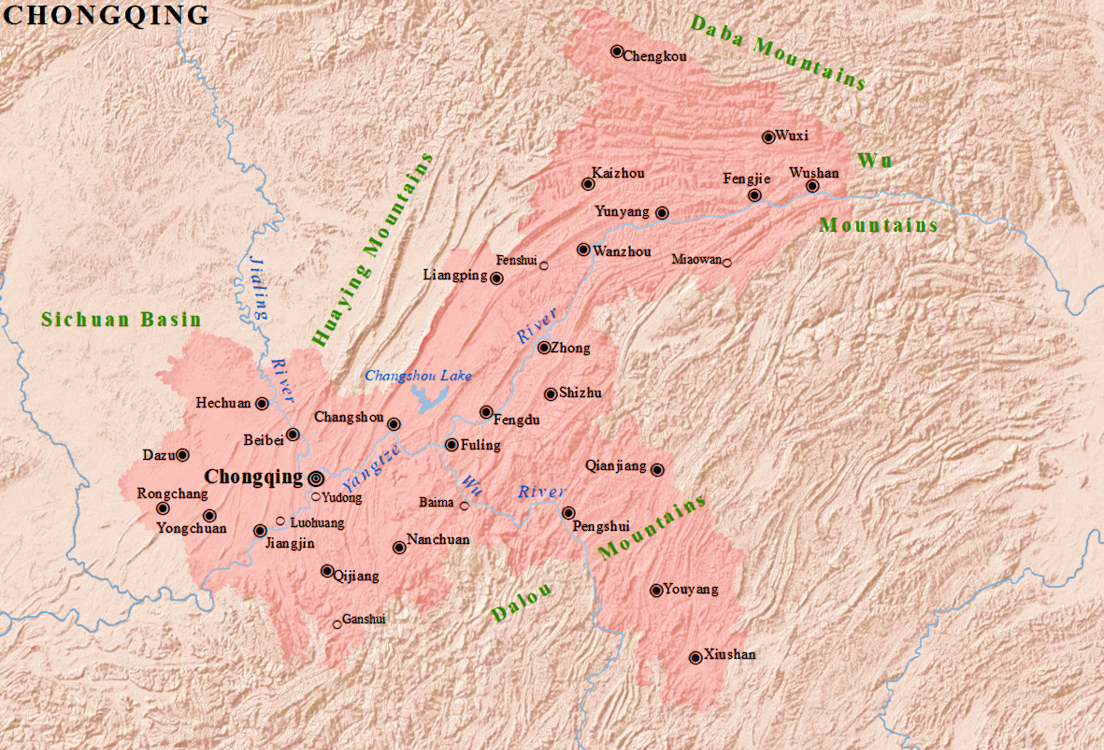
تضاريس تشونغتشينغ

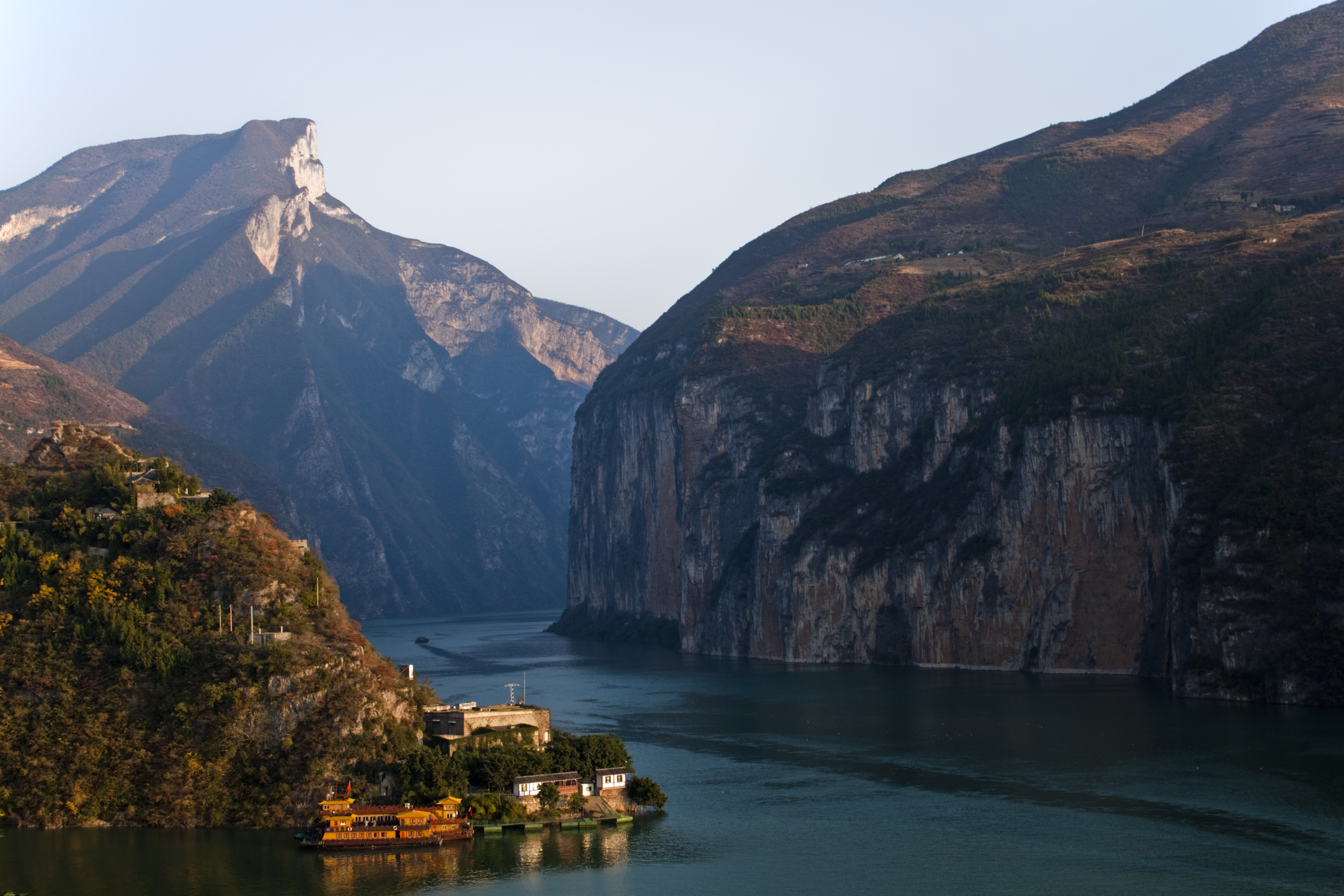
كوتانج جورج على نهر اليانغتسى

تَقع تشونغتشينغ في اَلمِنطَقَة الفاصلة بَين هضبة التبت والسهول على الروافد الوسطى والدنيا لنهر اليانغتسي في اَلمِنطَقَة المناخيّة شبه الاستوائيَّة الّتِي غالبًا مَا تجتاحها الرياح الموسميَّة الرطبة، تشهد المدينة الأمطار في أواخر الربيع وأوائل الصيف في المساء، وتشتهر المدينة «بالمطر الليلي في جبال با» كما تصفه القصائد عبر التَّاريخ الصيني مِثل الكتاب الشهير «مكتوب في ليلة ممطرة - رسالة إلى الشمال» للكاتب «لي شانجين»، يبلغ أقصى عرض للبلدية 470 كيلومتر (290 ميل) من الشّرق إلى الغرب، ويَبلغَ أقصى طُول 450 كيلومتر (280 ميل) من الشمال إلى الجنوب، تحدها مقاطعة هوبي من الشّرق، وخونان من الجنوب الشرقي، وقويتشو من الجنوب، وسيتشوان من الغرب والشمال الغربيّ، وشنشي من الشمال الشرقي.
تتقاطع تشونغتشينغ الأنهار والجبال، وفيها شمالها تَقع «جبال دابا»، وتقع «جبال وو» في شرقها، وإلى جنوبها الشرقي تَقع جبال ولينغ، وجبال دالو في جنوبها، وتنحدر اَلمِنطَقَة بأكملها من الشمال وَالجَنُوب باتجاه وادي نهر اليانغتسي بارتفاعات وانخفاضات حادة، وتتميّز اَلمِنطَقَة بكتلة جيولوجيّة كَبِيرَة مكونة من الجبال والتلال، ومناطق منحدرة بارتفاعات مختلفة. وتشتهر اَلمِنطَقَة بالمناظر الطَّبيعية الكارستية، وفيها العديد من الغابات الحجرية ومجموعات عديدة من القمم والكهوف والوديان من الحجر الجيري، ويمُر نهر اليانغتسي من غَرب تشونغتشينغ إلى شرقها بطول 665 كيلومتر (413 ميل)، ويقطع «جبال وو» في ثلاثة أَمَاكِن، ويمُر «نهر جيالينغ» من الشمال الغربيّ عبر مضيق جيالينغ الصُغرى الثلاثة وينضم إلى نهر اليانغتسي في تشونغتشينغ.
بُنيت اَلمِنطَقَة الحضريّة المركزيَّة على الجبال وتُحاط جزئيًا بنهر اليانغتسي وجيالينغ، وتُعرف بِاِسم «المدينة الجبلية» و«مَدِينَة الأنهار». وتتمتَّع تشونغتشينغ بميزاتها الطبوغرافية الخاصّة، وبمناظر فريدة للجبال والأنهار والغابات والينابيع والشلالات والوديان والكهوف، وقد استلهم الشاعر لي باي من أسرة تانغ من مناظرها الطَّبيعية لكتابة القصيدة القصيرة إبيجراما.

### المناخ

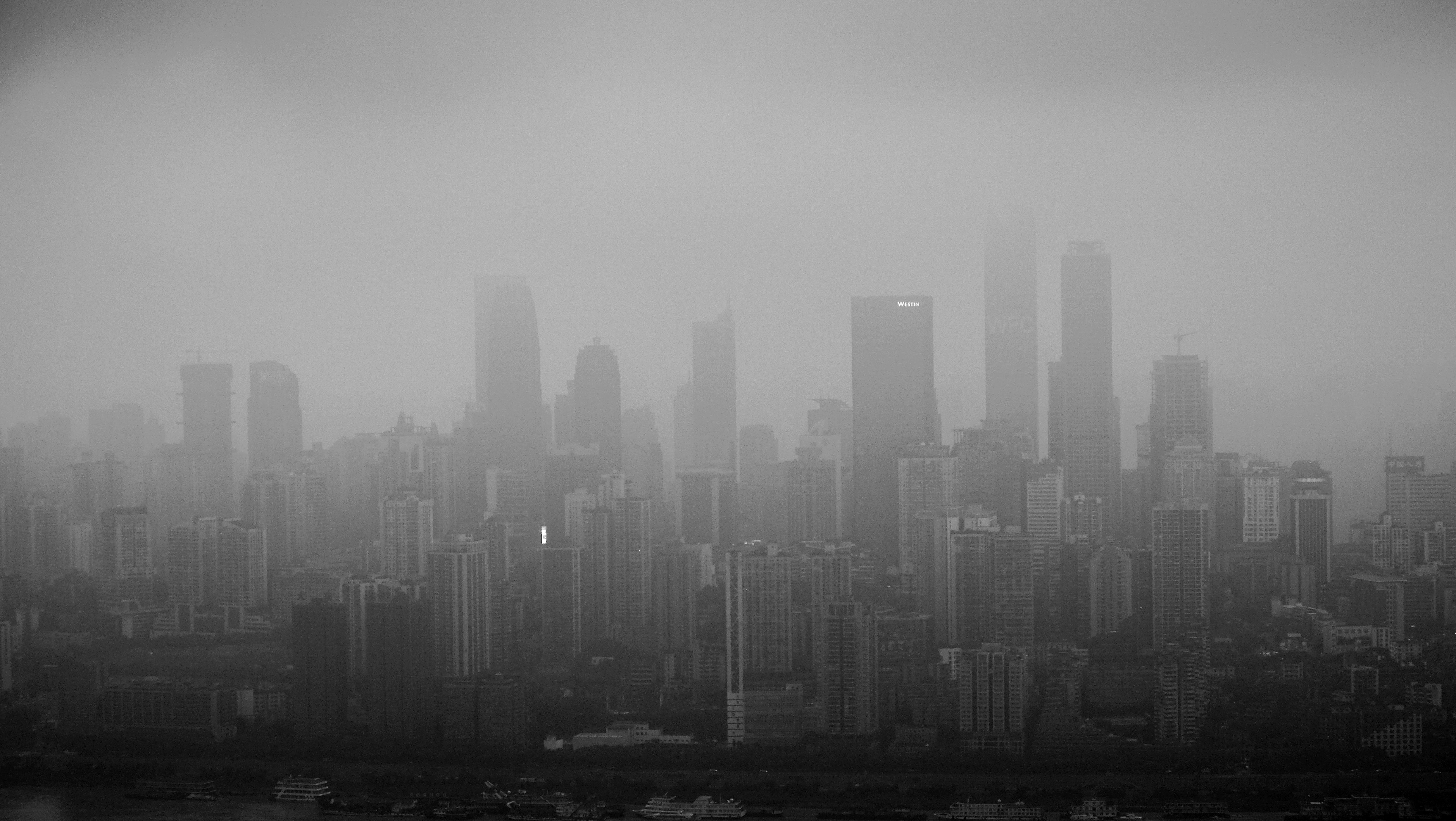
صورة لقلب المدينة يكتفه الضباب

المدينة تشونغتشينغ ذات مناخ شبه استوائي رطب موسمي (تصنيف كوبن: Cwa). يُشتهر صيف تشونغتشينغ بأنه من بين أشدّ فصول الصيف حرارة ورطوبة في الصين، حتى إن المدينة تُعد واحدة من ما يُعرف بـ"الأفران الثلاثة لنهر اليانغتسي" مع ووهان ونانجينغ. تصل درجات الحرارة في شهري يوليو وأغسطس إلى 34 °م (93 °ف) في المناطق الحضرية.
أما فصل الشتاء فهو قصير ومعتدل نسبيًا لكنه رطب وكثير الغيوم. تتلقى المدينة كميات قليلة من أشعة الشمس السنوية بسبب وقوع المدينة داخل حوض سيتشوان، ففهي تتلقى ما لا يتجاوز 983 ساعة سنويًا، وهو رقم أقل حتى من معدلات بعض مناطق شمال أوروبا. وتتنوع نسبة أشعة الشمس المحتملة شهريًا بين 5٪ في يناير و43٪ في أغسطس. 
سُجل في تشونغتشينغ درجات حرارة قصوى متنوعة منذ عام 1951، تراوحت بين: أدنى حرارة رسمية: −1.8 °م (29 °ف) في 11 يناير 1955 (وسُجّل غير رسمي: −2.5 °م (27 °ف) في 8 فبراير 1943) وأعلى حرارة رسمية: 43.7 °م (111 °ف) في 18 و19 أغسطس 2022 (وسُجّل غير رسمي: 44.0 °م (111 °ف) في 8 و9 أغسطس 1933). تُعرف تشونغتشينغ بلقب مدينة الضباب (بالصينية: 雾都) إذ يكتفها الضباب لأكثر من 100 يوم في السنة، وتحديدًا في فصلي الربيع والخريف فتُحيط بالمدينة طبقة كثيفة من الضباب تدوم في المتوسط نحو 68 يومًا سنويًا.
يظهر الجدول التالي التغييرات المناخية على مدار السنة لتشونغتشينغ:
| البيانات المناخية لـتشونغتشينغ              | البيانات المناخية لـتشونغتشينغ | البيانات المناخية لـتشونغتشينغ | البيانات المناخية لـتشونغتشينغ | البيانات المناخية لـتشونغتشينغ | البيانات المناخية لـتشونغتشينغ | البيانات المناخية لـتشونغتشينغ | البيانات المناخية لـتشونغتشينغ | البيانات المناخية لـتشونغتشينغ | البيانات المناخية لـتشونغتشينغ | البيانات المناخية لـتشونغتشينغ | البيانات المناخية لـتشونغتشينغ | البيانات المناخية لـتشونغتشينغ | البيانات المناخية لـتشونغتشينغ |
| الشهر                                       | يناير                          | فبراير                         | مارس                           | أبريل                          | مايو                           | يونيو                          | يوليو                          | أغسطس                          | سبتمبر                         | أكتوبر                         | نوفمبر                         | ديسمبر                         | المعدل السنوي                  |
| ------------------------------------------- | ------------------------------ | ------------------------------ | ------------------------------ | ------------------------------ | ------------------------------ | ------------------------------ | ------------------------------ | ------------------------------ | ------------------------------ | ------------------------------ | ------------------------------ | ------------------------------ | ------------------------------ |
| الدرجة القصوى °م (°ف)                       | 18.8 (65.8)                    | 24.6 (76.3)                    | 34.0 (93.2)                    | 36.5 (97.7)                    | 38.9 (102.0)                   | 39.8 (103.6)                   | 42.0 (107.6)                   | 43.0 (109.4)                   | 41.9 (107.4)                   | 35.1 (95.2)                    | 29.2 (84.6)                    | 21.5 (70.7)                    | 43.0 (109.4)                   |
| متوسط درجة الحرارة الكبرى °م (°ف)           | 10.3 (50.5)                    | 12.9 (55.2)                    | 17.7 (63.9)                    | 23.0 (73.4)                    | 27.2 (81.0)                    | 29.4 (84.9)                    | 33.0 (91.4)                    | 33.2 (91.8)                    | 28.3 (82.9)                    | 21.7 (71.1)                    | 17.1 (62.8)                    | 11.5 (52.7)                    | 22.1 (71.8)                    |
| المتوسط اليومي °م (°ف)                      | 7.9 (46.2)                     | 10.0 (50.0)                    | 13.8 (56.8)                    | 18.5 (65.3)                    | 22.6 (72.7)                    | 25.1 (77.2)                    | 28.3 (82.9)                    | 28.3 (82.9)                    | 24.1 (75.4)                    | 18.6 (65.5)                    | 14.2 (57.6)                    | 9.3 (48.7)                     | 18.4 (65.1)                    |
| متوسط درجة الحرارة الصغرى °م (°ف)           | 6.2 (43.2)                     | 8.0 (46.4)                     | 11.2 (52.2)                    | 15.4 (59.7)                    | 19.3 (66.7)                    | 22.1 (71.8)                    | 24.8 (76.6)                    | 24.7 (76.5)                    | 21.2 (70.2)                    | 16.5 (61.7)                    | 12.2 (54.0)                    | 7.7 (45.9)                     | 15.8 (60.4)                    |
| أدنى درجة حرارة °م (°ف)                     | −1.8 (28.8)                    | −0.8 (30.6)                    | 1.2 (34.2)                     | 2.8 (37.0)                     | 10.8 (51.4)                    | 15.5 (59.9)                    | 19.2 (66.6)                    | 17.8 (64.0)                    | 14.3 (57.7)                    | 6.9 (44.4)                     | 0.7 (33.3)                     | −1.7 (28.9)                    | −1.8 (28.8)                    |
| الهطول مم (إنش)                             | 19.7 (0.78)                    | 23.3 (0.92)                    | 43.2 (1.70)                    | 95.2 (3.75)                    | 145.9 (5.74)                   | 192.6 (7.58)                   | 186.0 (7.32)                   | 137.9 (5.43)                   | 105.8 (4.17)                   | 85.8 (3.38)                    | 48.3 (1.90)                    | 24.3 (0.96)                    | 1٬108 (43.63)                  |
| متوسط أيام هطول الأمطار (≥ 0.1 mm)          | 10.0                           | 9.8                            | 11.9                           | 14.3                           | 15.5                           | 15.7                           | 12.5                           | 11.3                           | 12.7                           | 16.1                           | 11.5                           | 9.8                            | 151.1                          |
| متوسط الرطوبة النسبية (%)                   | 84                             | 80                             | 77                             | 77                             | 77                             | 81                             | 76                             | 74                             | 79                             | 85                             | 84                             | 85                             | 80                             |
| ساعات سطوع الشمس الشهرية                    | 20.6                           | 29.7                           | 64.9                           | 93.6                           | 109.4                          | 97.7                           | 158.6                          | 167.0                          | 106.6                          | 50.4                           | 35.9                           | 20.4                           | 954.8                          |
| نسبة وصول أشعة الشمس                        | 8                              | 11                             | 18                             | 25                             | 26                             | 26                             | 42                             | 48                             | 28                             | 18                             | 13                             | 8                              | 24                             |
| المصدر: China Meteorological Administration |                                |                                |                                |                                |                                |                                |                                |                                |                                |                                |                                |                                |                                |

## منظر المدينة

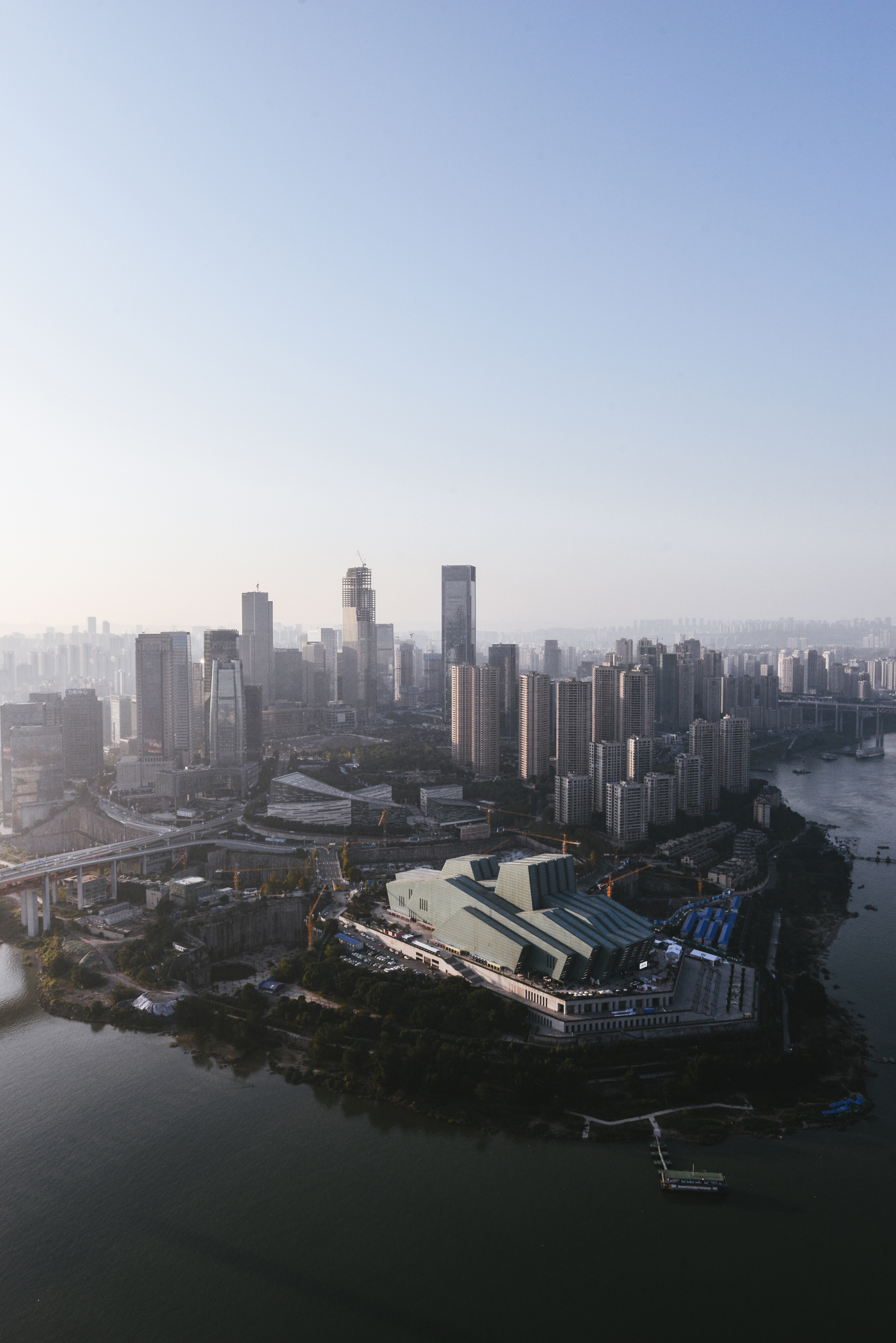
المنطقة التجارية المركزية في جيانغبيزوي من الأعلى
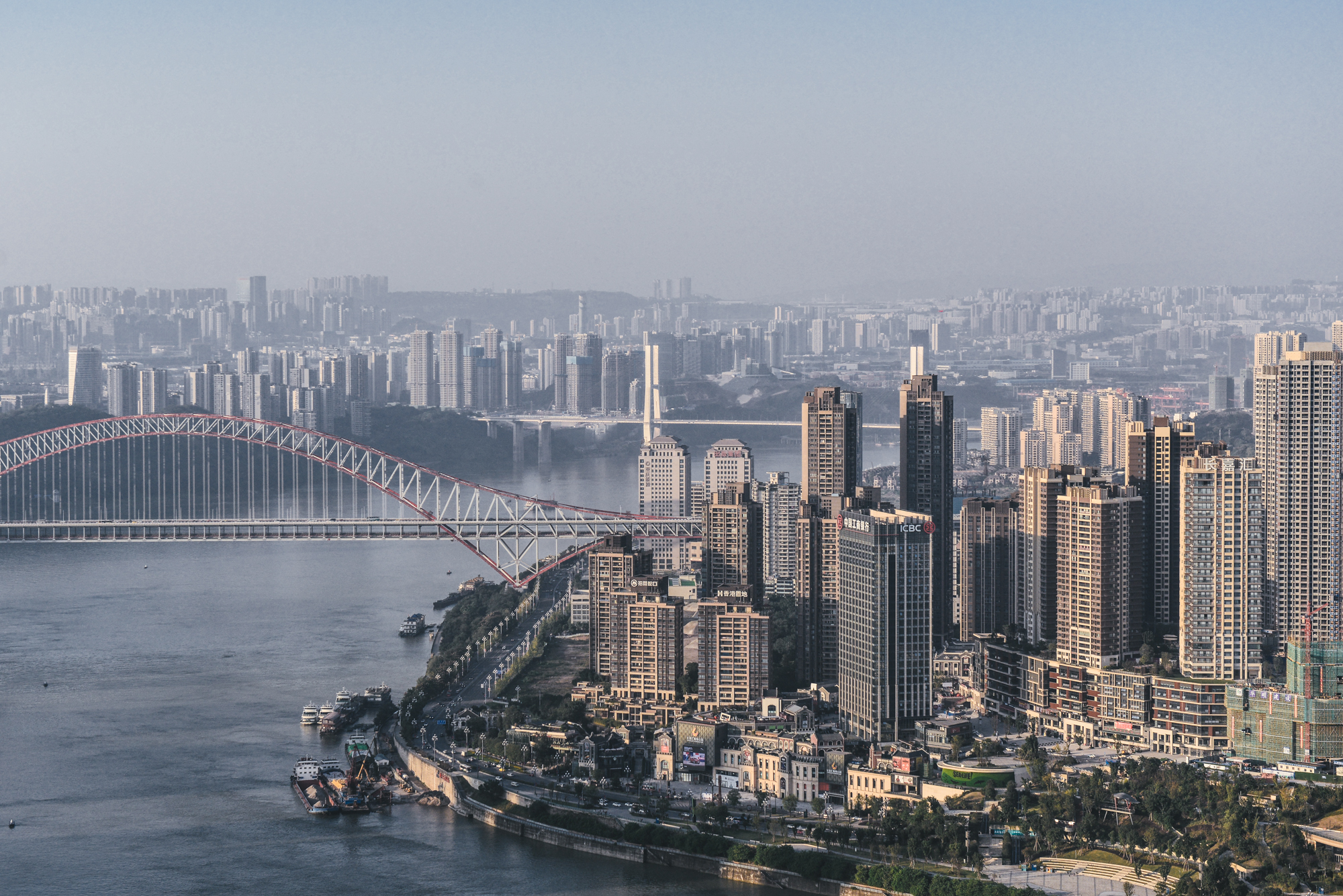
جسر كاوتيانمن الرابط بين منطقتي جيانغبي ونانآن.
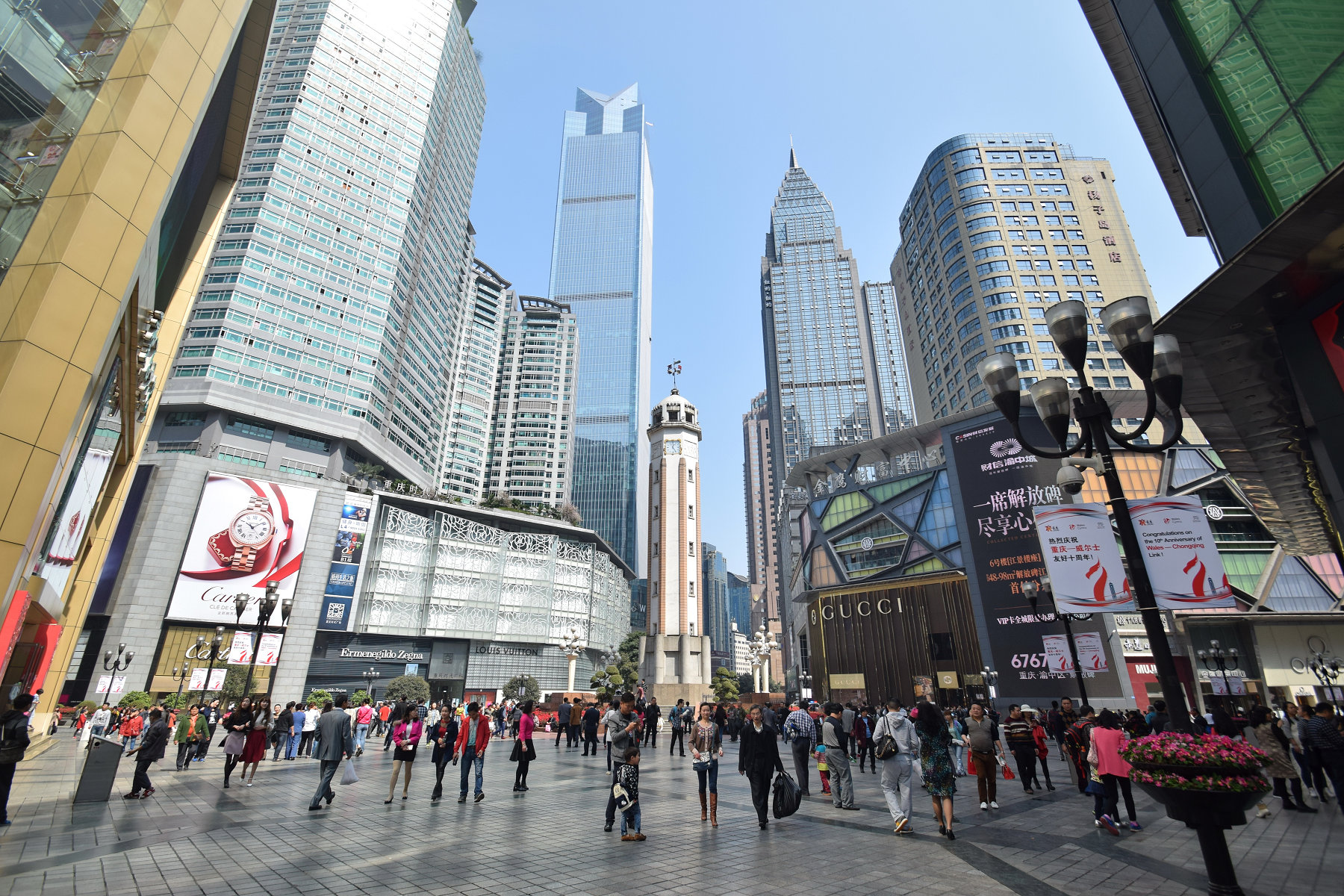
نصب تحرير الشعب (解放碑) لتخليد الانتصار في الحرب العالمية الثانية.
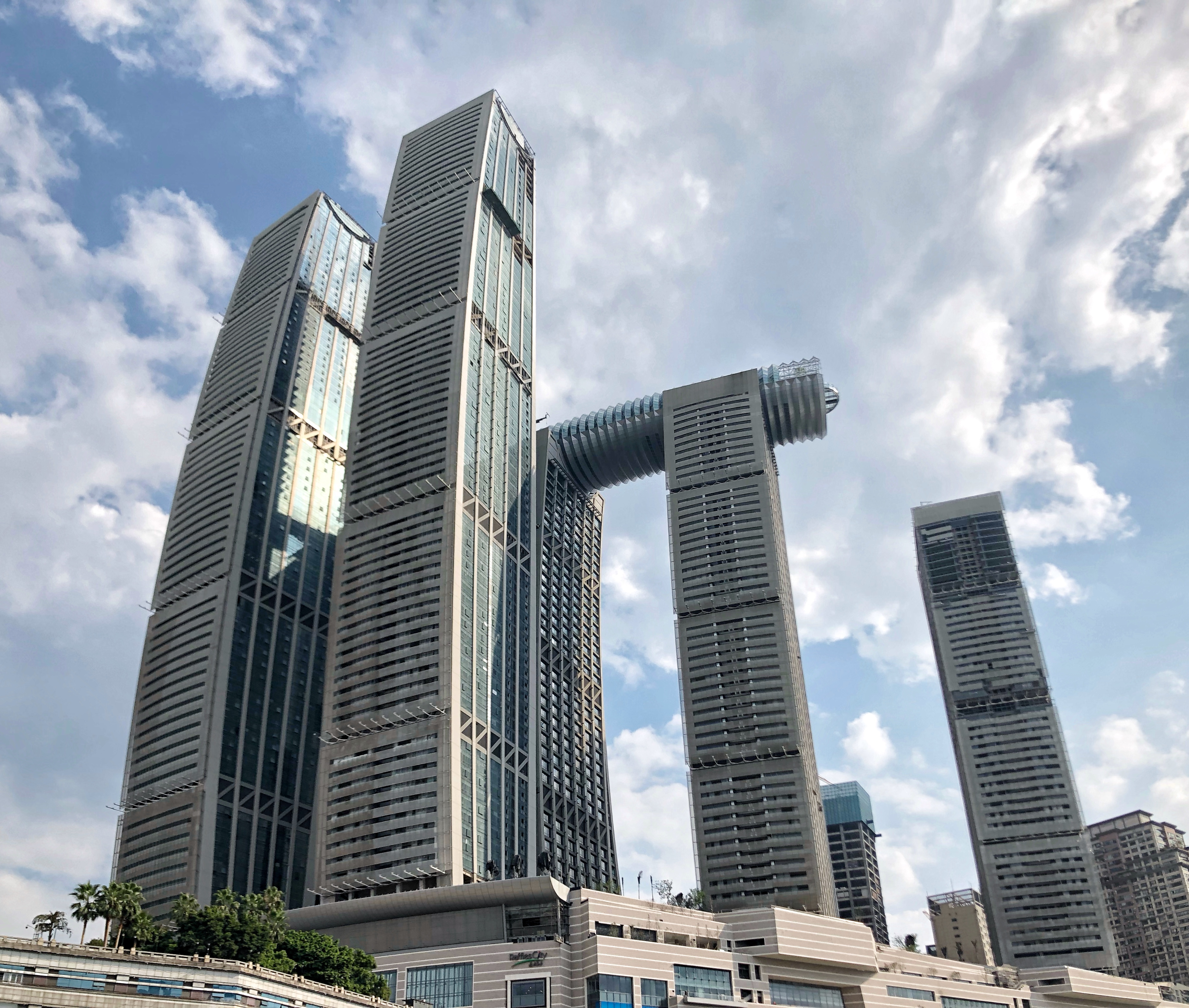
مدينة رافلز تشونغتشينغ الواقعة عند التقاء نهري اليانغتسي وجيالينغ

## السياسة

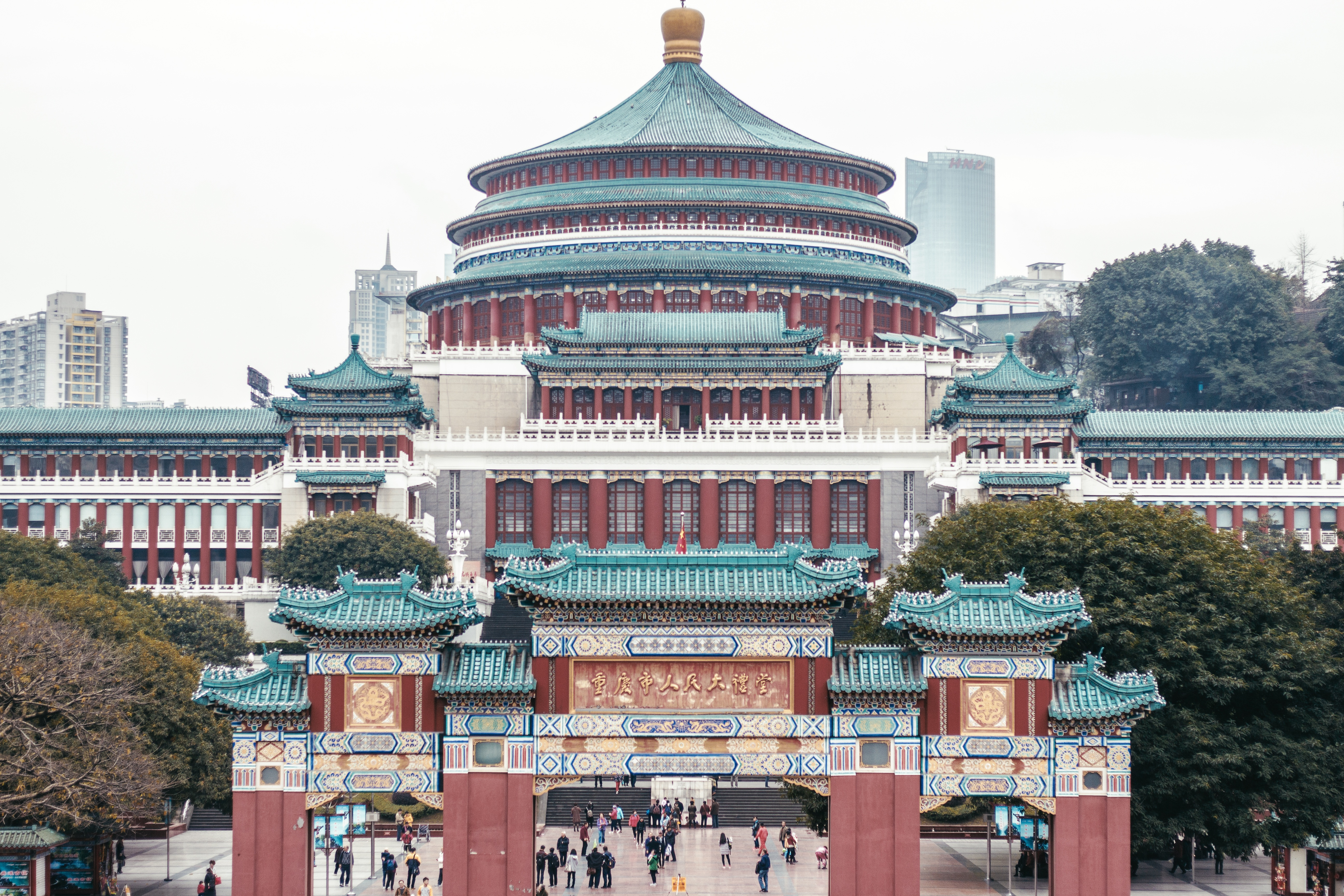
قاعة الشعب الكبرى مكان المؤتمرات السياسية الكبرى في المدينة

تتولى الحكومة الشعبية لبلدية تشونغتشينغ المسؤولية الإدارية اليومية للمدينة، ويترأسها رئيس البلدية، الذي يعاونه عدد من نواب رؤساء البلدية ومساعدي العمدة. يُمنح كل نائب ولاية قضائية محددة على إدارات بلدية معينة، مما يضمن توزيع المهام وتخصصها وفقًا لطبيعة كل قطاع. يُعد رئيس البلدية ثاني أعلى مسؤول في البلدية بعد سكرتير الحزب الشيوعي المحلي، وغالبًا ما يتولى تمثيل المدينة رسميًا في اللقاءات مع الوفود الأجنبية والزائرين الرسميين.

### الجيش
كَانَت تشونغتشينغ عاصمة الصين في زمن الحرب خِلال الحرب الصينيَّة اليابانيّة الثانيَّة، وكانت مَقَر إِدَارَة حكومة جمهورية الصين (من عام 1938 إلى عام 1946) قَبل رحيلها إلى نانجينغ ثم تايوان، واضطر الجنرال شيانغ كاي شيك والجيش لاستخدامها كقاعدة لِلمُقاومة من عام 1938 فصاعدًا، بَعد الهزيمة النهائيَّة في معركة ووهان، وفيها متحف عسكري سمي على اسم بطل الحرب الكورية الصينيَّة «تشيو شاويون».

### التقسيمات الإدارية
تُعتبر تشونغتشينغ أكبر بلديات الصين الشعبية الأَربَع الخاضعة للسيطرة المُباشرة، وتنقسم إلى 38 قسمًا فرعيًا، و26 مِنطَقَة، و8 مقاطعات، و4 مقاطعات مستقلة، وتبلغ مِسَاحَة منطقتها الأدارية 80,000 كيلومتر مربع (31,000 ميل2)، وبلغ عدد سُكَّانها 22.80 مليُون نسمة في عام 2022.
| رمز القسم ‏ | المقاطعة      | المساحة (كم2) | مجموع السكان 2010 | سكان المناطق الحضرية 2010 | القاعدة                    | التقسيم الإداري  | التقسيم الإداري | التقسيم الإداري | التقسيم الإداري | التقسيم الإداري    | التقسيم الإداري |
| رمز القسم ‏ | المقاطعة      | المساحة (كم2) | مجموع السكان 2010 | سكان المناطق الحضرية 2010 | القاعدة                    | المناطق الفرعية ‏ | المدن ‏          | البلدات         | البلدات العرقية | المجتمعات السكنية ‏ | القرى           |
| ---------- | ------------- | ------------- | ----------------- | ------------------------- | -------------------------- | ---------------- | --------------- | --------------- | --------------- | ------------------ | --------------- |
| 500000     | تشونغشينغ     | 82403         | 28,846,170        | 15295803                  | Yuzhong                    | 181              | 567             | 233             | 14              | 2324               | 5235            |
| 500101     | Wanzhou       | 3457          | 1,563,050         | 859,662                   | Chenjiaba Subdistrict      | 11               | 29              | 10              | 2               | 187                | 448             |
| 500102     | Fuling        | 2946          | 1,066,714         | 595,224                   | Lizhi Subdistrict          | 8                | 12              | 6               |                 | 108                | 310             |
| 500103     | Yuzhong       | 23            | 630,090           | 630,090                   | Qixinggang Subdistrict     | 12               |                 |                 |                 | 78                 |                 |
| 500104     | Dadukou       | 102           | 301,042           | 280,512                   | Xinshancun Subdistrict     | 5                | 2               |                 |                 | 48                 | 32              |
| 500105     | Jiangbei      | 221           | 738,003           | 672,545                   | Cuntan Subdistrict         | 9                | 3               |                 |                 | 88                 | 48              |
| 500106     | Shapingba     | 396           | 1,000,013         | 900,568                   | Qinjiagang Subdistrict     | 18               | 8               |                 |                 | 140                | 86              |
| 500107     | Jiulongpo     | 431           | 1,084,419         | 939,349                   | Yangjiaping Subdistrict    | 7                | 11              |                 |                 | 107                | 105             |
| 500108     | Nan'an        | 263           | 759,570           | 683,717                   | Tianwen Subdistrict        | 7                | 7               |                 |                 | 85                 | 61              |
| 500109     | Beibei        | 754           | 680,360           | 501,822                   | Beiwenquan Subdistrict     | 5                | 12              |                 |                 | 63                 | 117             |
| 500110     | Qijiang       | 2747          | 1,056,817         | 513,935                   | Gunan Subdistrict          | 5                | 25              |                 |                 | 99                 | 365             |
| 500111     | Dazu          | 1433          | 721,359           | 315,183                   | Tangxiang Subdistrict      | 3                | 24              |                 |                 | 103                | 197             |
| 500112     | Yubei         | 1452          | 1,345,410         | 985,918                   | Shuangfengqiao Subdistrict | 14               | 12              |                 |                 | 155                | 215             |
| 500113     | Banan         | 1834          | 918,692           | 669,269                   | Longzhouwan Subdistrict    | 8                | 14              |                 |                 | 87                 | 198             |
| 500114     | Qianjiang     | 2397          | 445,012           | 173,997                   | Chengxi Subdistrict        | 6                | 12              | 12              |                 | 80                 | 138             |
| 500115     | Changshou     | 1423          | 770,009           | 408,261                   | Fengcheng Subdistrict      | 4                | 14              |                 |                 | 31                 | 223             |
| 500116     | Jiangjin      | 3200          | 1,233,149         | 686,189                   | Jijiang Subdistrict        | 4                | 24              |                 |                 | 85                 | 180             |
| 500117     | Hechuan       | 2356          | 1,293,028         | 721,753                   | Nanjin Street Subdistrict  | 7                | 23              |                 |                 | 61                 | 327             |
| 500118     | Yongchuan     | 1576          | 1,024,708         | 582,769                   | Zhongshan Road Subdistrict | 7                | 16              |                 |                 | 52                 | 208             |
| 500119     | Nanchuan      | 2602          | 534,329           | 255,045                   | Dongcheng Subdistrict      | 3                | 15              | 15              |                 | 58                 | 185             |
| 500120     | Bishan        | 912           | 586,034           | 246,425                   | Bicheng Subdistrict        | 6                | 9               |                 |                 | 43                 | 142             |
| 500151     | Tongliang     | 1342          | 600,086           | 248,962                   | Bachuan Subdistrict        | 3                | 25              |                 |                 | 57                 | 269             |
| 500152     | Tongnan       | 1585          | 639,985           | 247,084                   | Guilin Subdistrict         | 2                | 20              |                 |                 | 21                 | 281             |
| 500153     | Rongchang     | 1079          | 661,253           | 271,232                   | Changyuan Subdistrict      | 6                | 15              |                 |                 | 75                 | 92              |
| 500154     | Kaizhou       | 3959          | 1,160,336         | 416,415                   | Hanfeng Subdistrict        | 7                | 26              | 7               |                 | 78                 | 435             |
| 500155     | Liangping     | 1890          | 687,525           | 235,753                   | Liangshan Subdistrict      | 2                | 26              | 7               |                 | 33                 | 310             |
| 500156     | Wulong        | 2872          | 351,038           | 115,823                   | Gangkou                    |                  | 12              | 10              | 4               | 24                 | 184             |
| 500229     | Chengkou Co.  | 3286          | 192,967           | 49,039                    | Gecheng Subdistrict        | 2                | 6               | 17              |                 | 22                 | 184             |
| 500230     | Fengdu Co.    | 2896          | 649,182           | 224,003                   | Sanhe Subdistrict          | 2                | 23              | 5               |                 | 53                 | 277             |
| 500231     | Dianjiang Co. | 1518          | 704,458           | 241,424                   | Guixi Subdistrict          | 2                | 23              | 2               |                 | 62                 | 236             |
| 500233     | Zhong Co.     | 2184          | 751,424           | 247,406                   | Zhongzhou                  |                  | 22              | 5               | 1               | 49                 | 317             |
| 500235     | Yunyang Co.   | 3634          | 912,912           | 293,636                   | Shuangjiang Subdistrict    | 4                | 22              | 15              | 1               | 87                 | 391             |
| 500236     | Fengjie Co.   | 4087          | 834,259           | 269,302                   | Yong'an                    |                  | 19              | 8               | 4               | 54                 | 332             |
| 500237     | ووشان         | 2958          | 495,072           | 148,597                   | Gaotang Subdistrict        |                  | 11              | 12              | 2               | 30                 | 308             |
| 500238     | Wuxi Co.      | 4030          | 414,073           | 105,111                   | Baichang Subdistrict       | 2                | 15              | 16              |                 | 38                 | 292             |
| 500240     | Shizhu Co.    | 3013          | 415,050           | 134,173                   | Nanbin                     |                  | 17              | 15              |                 | 29                 | 213             |
| 500241     | Xiushan Co.   | 2450          | 501,590           | 150,566                   | Zhonghe Subdistrict        |                  | 14              | 18              |                 | 59                 | 208             |
| 500242     | Youyang Co.   | 5173          | 578,058           | 137,635                   | Taohuayuan                 |                  | 15              | 23              |                 | 8                  | 270             |
| 500243     | Pengshui Co.  | 3903          | 545,094           | 137,409                   | Hanjia Subdistrict         |                  | 11              | 28              |                 | 55                 | 241             |

#### المناطق الحضرية
| السكان حسب المناطق الحضرية | السكان حسب المناطق الحضرية | السكان حسب المناطق الحضرية | السكان حسب المناطق الحضرية | السكان حسب المناطق الحضرية | السكان حسب المناطق الحضرية |
| #                          | مدينة                      | المنطقة الحضرية            | سكان المقاطعة              | تاريخ التعداد              |                            |
| -------------------------- | -------------------------- | -------------------------- | -------------------------- | -------------------------- | -------------------------- |
| 1                          | تشونغتشينغ                 | 6,263,790                  | 7,457,599                  | 2010-11-01                 |                            |
| 2                          | وانتشو                     | 859662                     | 1,563,050                  | 2010-11-01                 |                            |
| 3                          | هيكوان                     | 721,753                    | 1,293,028                  | 2010-11-01                 |                            |
| 4                          | جيانغجين                   | 686189                     | 1,233,149                  | 2010-11-01                 |                            |
| 5                          | فولينغ                     | 595224                     | 1,066,714                  | 2010-11-01                 |                            |
| 6                          | يونغتشوان                  | 582.769                    | 1,024,708                  | 2010-11-01                 |                            |
| 7                          | تشيجيانغ                   | 513,935                    | 1,056,817                  | 2010-11-01                 |                            |
| (8)                        | كايتشو                     | 416415                     | 1,160,336                  | 2010-11-01                 |                            |
| 9                          | تشانغشو                    | 408261                     | 770.009                    | 2010-11-01                 |                            |
| 10                         | دازو                       | 315183                     | 721359                     | 2010-11-01                 |                            |
| (11)                       | رونغتشانغ                  | 271232                     | 661253                     | 2010-11-01                 |                            |
| 12                         | نانشوان                    | 255,045                    | 534329                     | 2010-11-01                 |                            |
| (13)                       | تونغليانغ                  | 248962                     | 600.086                    | 2010-11-01                 |                            |
| (14)                       | تونغنان                    | 247.084                    | 639985                     | 2010-11-01                 |                            |
| (15)                       | بيشان                      | 246425                     | 586.034                    | 2010-11-01                 |                            |
| (16)                       | ليانغبينغ                  | 235753                     | 687525                     | 2010-11-01                 |                            |
| 17                         | تشيانجيانغ                 | 173997                     | 445,012                    | 2010-11-01                 |                            |
| (18)                       | وولونغ                     | 115823                     | 351,038                    | 2010-11-01                 |                            |

#### وسط تشونغتشينغ

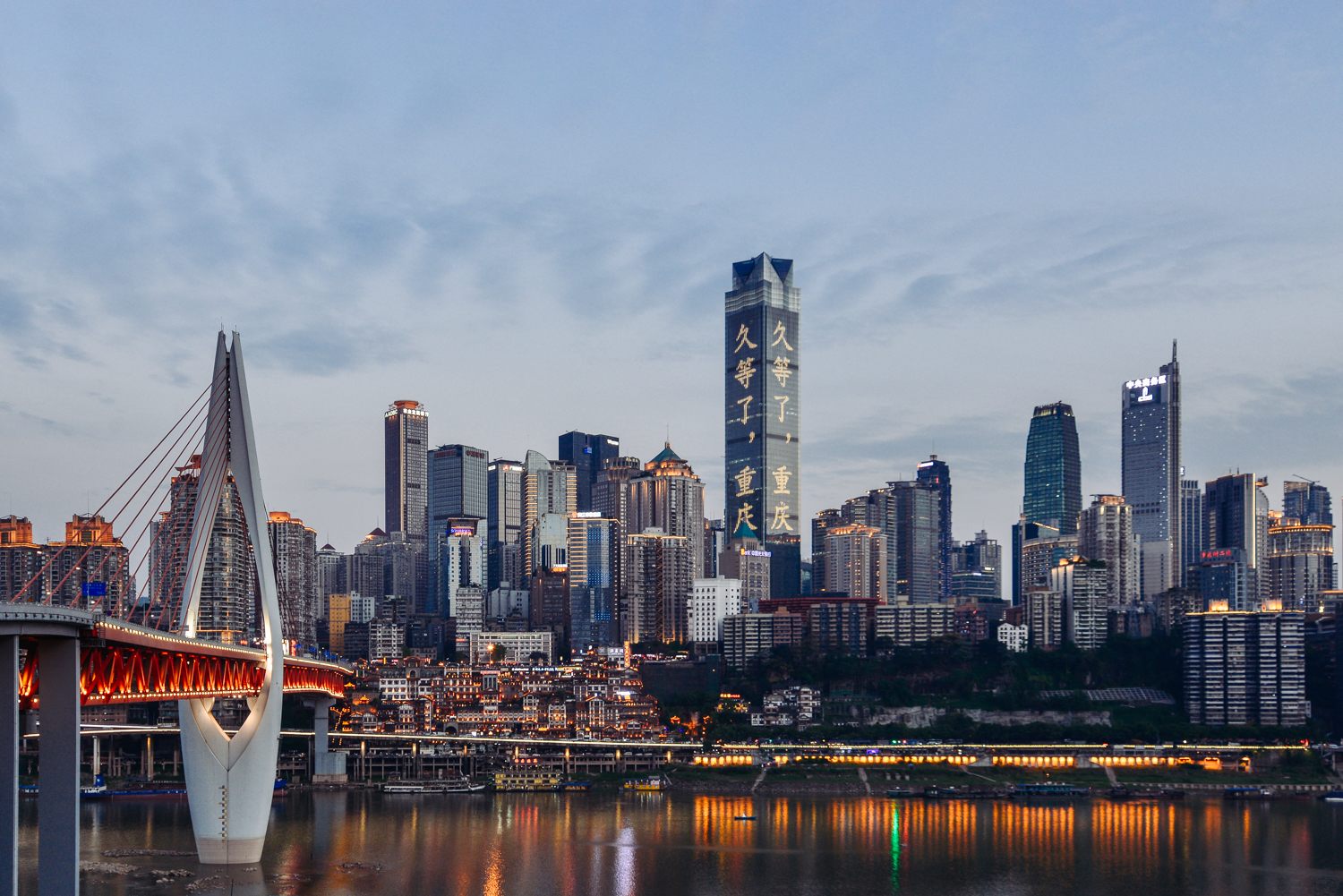
منطقة الأعمال المركزية في جيهفانغبي في شبه جزيرة يوزونغ في تشونغتشينغ

تَبلُغ مِسَاحَة اَلمِنطَقَة الحضريّة الرَئِيسيّة لمدينة تشونغتشينغ (重庆主城区) حوالي 5,473 كيلومتر مربع (2,113 ميل2)، وتتضمَّن المناطق التسع التالية:
- «مِنطَقَة تشونغتشينغ المركزيَّة» (渝中区) وهي اَلمِنطَقَة المركزيَّة والأكثر كثافة سكانية، وتُوجد فِيهَا مكاتب الأَعمَال الحكوميَّة والدوليَّة وأفضل أَمَاكِن التسوق في المدينة.
- «مِنطَقَة النهر الشماليَّة» أو «مِنطَقَة جيانغبي» (江北区) الواقعة شَمَال نهر جيالينغ.
- «مِنطَقَة شابينغبا» (沙坪坝区) الواقعة بَين نهر جيالينغ وجبل تشونغ ليانغ.
- «مِنطَقَة جيولونغبو» (九龙坡区) الواقعة تقريبًا بَين نهر اليانغتسى وجبل تشونغ ليانغ.
- «مِنطَقَة الضفة الجنوبيَّة» أو «مِنطَقَة نانان» (南岸区) الواقعة على الجانب الجنوبي من نهر اليانغتسي.
- «مِنطَقَة دادوكو» (大渡口区)
- «مِنطَقَة تشونغتشينغ الجنوبيَّة» أو «حي بنان» (巴南区) كَانَت تُسمى سابقًا «مقاطعة با»، وغُير اسمها إلى الاسم الحاليّ في عام 1994، ودُمحت منطقتها الشماليَّة في تشونغتشينغ.
- «مِنطَقَة شَمَال تشونغتشينغ» أو «مِنطَقَة يوبي» (渝北区) كَانَت تُسمى سابقًا مقاطعة «جيانغبي»، وغُيّر اسمها إلى الاسم الحاليّ في عام 1994، ودُمحت منطقتها الجنوبيَّة في تشونغتشينغ.
- «مِنطَقَة بيبي» (北碚区) وهي مَدِينَة تَابِعَة شَمَال غَرب تشونغتشينغ.

## التركيبة السكانية

### تعداد السكان
بلغ عدد سكان بلدية تشونغتشينغ نحو 32,054,159 نسمة في تعداد عام 2020، وهو ما يُشكّل حوالي 2.27٪ من إجمالي سكان الصين، مما يجعلها المدينة الأكبر في العالم حسب عدد السكان. لكن هذا الرقم يشمل سكان مناطق ريفية شاسعة، في حين تُقدّر منظمة التعاون والتنمية الاقتصادية (OECD) أن المنطقة الحضرية المركزية – أي المناطق الحضرية المتجاورة – كانت تؤوي حوالي 17 مليون نسمة في عام 2010.
فيما يخص التركيبة السكانية، أظهر التعداد أن نسبة الذكور بلغت 50.55٪، بينما شكلت الإناث 49.55٪ من السكان. أما التوزيع العمري، فقد توزّع على النحو التالي: 15.91٪ دون سن 15 عامًا و62.22٪ بين 15 و64 عامًا و21.87٪ في سن 65 عامًا فأكثر. أما من حيث المستوى التعليمي، فقد حصل: 15.41٪ من السكان على تعليم جامعي و15.96٪ على تعليم ثانوي و30.58٪ على تعليم إعدادي و29.89٪ على تعليم ابتدائي. قُدِّر في عام 2021 أن 70.4٪ من السكان يقيمون في المناطق الحضرية، بينما يعيش في الريف 29.6٪.

### الدين
الدين في تشونغتشينغ
الأديان السائدة في تشونغتشينغ هي الديانات الشعبية الصينيَّة، والتّقاليد الطاوية، والبُوذيَّة الصينيَّة، ووفقًا لمسح أُجرٍي في عاميّ 2007 و 2009، يُعتقد 26.63% من السكان بطوائف الأجداد، بينما يُعتبر 1.05% من السكان مسيحين، وَلَم تُقَدَم التَّقارير أرقامًا لأديان أُخرى، وبناءً على ذَلِك، فَقَد يكون 72.32% من السكان غير متدينين، أو يشاركون في عبادة آلهة الطبيعة، والبُوذيَّة، والكونفوشيوسية، والطاوية، والطوائف الدينيَّة الشعبية. بلغَ عدد المُسلمين في 2010 نَحو 9056 في تشونغتشينغ.

## الاقتصاد
كانت تشونغتشينغ من أبرز المدن المستفيدة من استثمارات الدولة الصينية خلال حملة الجبهة الثالثة، وهي المبادرة الصناعية الكبرى التي أُطلقت في ستينيات القرن العشرين لتعزيز القدرات الاستراتيجية في المناطق الداخلية.(ص.298) هدفت الاستثمارات الحكومية تحويل المدينة إلى المركز الاقتصادي والتجاري والمالي للغرب الصيني، ولتكون بوابة لفتح المناطق الداخلية الغربية أمام مزيد من التنمية.
ويُعد التحضّر السريع من أبرز سمات تطور المدينة. إذ تُظهر الإحصاءات أن عمليات البناء في تشونغتشينغ كانت تضيف ما يقرب من 137,000 م2 (1,470,000 قدم2) يوميًا من المساحات الصالحة للاستخدام – سواء سكنية أو تجارية أو صناعية – في محاولة لتلبية الطلب المتزايد. ولهذا فصلت تشونغتشينغ عن مقاطعة سيتشوان في 14 مارس 1997 لتُعلَن بلدية مستقلة تُدار مباشرة. أصبحت تشونغتشينغ منذ عام 2000 منطقة صناعية محورية في غرب الصين.
بلغ الناتج المحلي الإجمالي الاسمي لبلدية تشونغتشينغ في عام 2022 نحو 433 مليار دولار أمريكي (2.91 تريليون يوان)، ممثلاً ما يقرب من 2.41% من إجمالي الناتج المحلي للصين، ما جعلها تحتل المرتبة السادسة عشرة بين الوحدات الإدارية على مستوى المقاطعة. توزّع هذا الناتج على ثلاث قطاعات رئيسية: القطاع الأولي ساهم بنحو 201.21 مليار يوان (29.92 مليار دولار) والقطاع الثانوي بـ 1.169 تريليون يوان (173.86 مليار دولار) وشكّل القطاع الثالث الحصة الأكبر بقيمة 1.542 تريليون يوان (229.3 مليار دولار). أما نصيب الفرد من الناتج المحلي الإجمالي فقد بلغ 13,479 دولاراً أمريكياً (90,663 يواناً صينياً) لتحتل البلدية في المرتبة العاشرة على مستوى البلاد. صنفت وحدة الاستخبارات الاقتصادية تشونغتشينغ في تقريرها "Access China" الصادر في نوفمبر 2010، كإحدى مدن مجموعة "CHAMPS" (خفي وآنشان ومانشان وبينغدينغشان وشنيانغ) وهي من بين أبرز عشرين مدينة ناشئة تشكّل محركاً للاقتصاد الوطني في المستقبل.
تشونغتشينغ هي ثالث أكبر مركز لإنتاج السيارات في الصين وأكبر مركز لإنتاج الدراجات النارية. بلغت طاقتها الإنتاجية السنوية 1 مليون سيارة و8.6 مليون دراجة نارية في عام 2007. من بين الشركات البارزة في صناعة السيارات والدراجات النارية شركة شانجان وهي رابع أكبر شركة لصناعة السيارات في الصين. تشتهر المدينة أيضًا بأنها واحدة من أكبر تسعة منتجين للحديد والصلب في الصين، وأحد أكبر ثلاثة منتجين للألمنيوم، مع شركات رائدة مثل شركة تشونغتشينغ للحديد والصلب وشركة ساوث ويست للألمنيوم.
تحتوي على رواسب ضخمة من الفحم والغاز الطبيعي إضافة إلى أكثر من 40 نوعًا من المعادن مثل السترونتيوم والمنغنيز. يستخرج المنغنيز من منطقة شيوشان ويعتبر حقل تشواندونغ للغاز الطبيعي أكبر حقل للغاز الداخلي في الصين. كما أنه من المخطط أن تصبح تشونغتشينغ موقعًا لمصفاة بسعة 10 ملايين طن تديرها مؤسسة البترول الوطنية الصينية لمعالجة النفط الخام المستورد من ميانمار. تسعى الحكومة المحلية إلى تعزيز الصناعات الإلكترونية وتكنولوجيا المعلومات ولذلك تخطط لإنشاء مركز تصنيع عالي التقنية بقيمة 400 مليار يوان صيني في منطقة تشونغتشينغ الشمالية الجديدة.
استثمرت تشونغتشينغ بكثافة في تطوير البنية التحتية لتعزيز قدرتها على جذب الاستثمارات الأجنبية المباشرة. شمل هذا التوسع في شبكة الطرق والسكك الحديدية التي تربط المدينة ببقية مناطق الصين، مما ساعد على تقليل التكاليف اللوجستية وتحسين سبل الوصول إلى الأسواق. كما أن سد الممرات الثلاثة يُعزز من توفير الطاقة للمدينة، ويسمح للسفن العابرة للمحيطات بالوصول إلى ميناء نهر اليانغتسي في تشونغتشينغ. تلك التحسينات ساهمت في جذب العديد من المستثمرين والشركات متعددة الجنسيات للاستثمار في المدينة مثل  فورد ومازدا وإتش إس بي سي وستاندرد تشارترد وسيتي بنك ودويتشه بنك ومجموعة أستراليا ونيوزيلندا المصرفية المحدودة وبنك أف نوفا سكوتيا ووول مارت ومترو جروب وكارفور وغيرها من الشركات متعددة الجنسيات.

### مناطق التنمية
تضم المدينة عددًا من مَنَاطِق التّنمِيَة الاقتصاديَّة والتكنولوجية:
- مجمع تشونغتشينغ للصناعات الكيماوية.[112]
- مِنطَقَة التّنمِيَة الاقتصاديَّة وَالتِكنُولُوجِيّة في تشونغتشينغ.[113]
- مِنطَقَة تَطوِير صناعة التِكنولوجيا الفائقة في تشونغتشينغ.[114]
- مِنطَقَة شَمَال تشونغتشينغ الجَدِيدَة.[115]
- مِنطَقَة معالجة الصادرات في تشونغتشينغ.[116]
- حَدِيقَة جيانكياو الصناعيّة (الواقعة في مِنطَقَة دادوكو).[117]
- مِنطَقَة ليانغجيانغ الجَدِيدَة.[118]
- مَركَز ليانغجيانغ للحوسبة السحابية.[119]

## التعليم
تحتضن تشونغتشينغ 70 مؤسسة للتعليم العالي (باستثناء كليات تعليم الكبار) وهي بذلك رابع مدينة صينية من حيث عدد مؤسسات التعليم العالي والأولى في غرب البلاد. وتشمل هذه المنطقة الغربية مدينة تشونغتشينغ ذاتها مع انب ست مقاطعات (سيتشوان وقويتشو ويونان وشنشي وقانسو وتشينغهاي) وثلاث مناطق تتمتع بالحكم الذاتي (التبت ونينغشيا وشينجيانغ)، والتي يبلغ عدد سكانها مجتمعين أكثر من 290 مليون نسمة.
وتُصنَّف تشونغتشينغ كذلك ضمن أفضل 40 مدينة عالميًا في إنتاج البحث العلمي وفقًا لمؤشر نيتشر الذي يتتبع مخرجات البحث في مختلف أنحاء العالم.

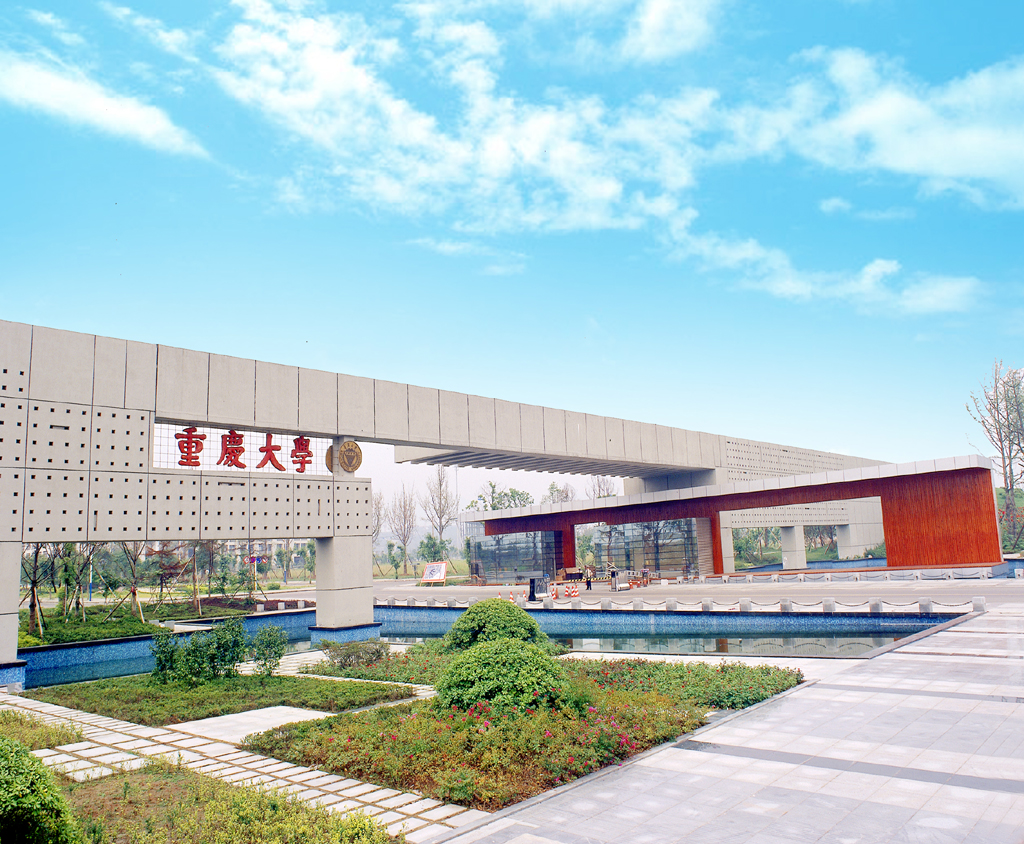
جامعة تشونغتشينغ

### الكليات والجامعات
- جامعة تشونغتشينغ (重庆大学)
- جامعة الجنوب الغربي (西南大学)
- جامعة تشونغتشينغ للعلوم والتكنولوجيا (重庆科技学院)
- جامعة الجنوب الغربي للعلوم السياسية والقانون (西南政法大学)
- الجامعة الطبية العسكرية الثالثة (第三军医大学)
- جامعة تشونغتشينغ للبريد والاتصالات السلكية واللاسلكية (重庆邮电大学)
- جامعة تشونغتشينغ للتكنولوجيا (重庆理工大学)
- جامعة تشونغتشينغ جياوتونغ (重庆交通大学)
- جامعة تشونغتشينغ الطبية (重庆医科大学)
- جامعة تشونغتشينغ العادية (重庆师范大学)
- جامعة تشونغتشينغ للتكنولوجيا والأعمال (重庆工商大学)
- جامعة تشونغتشينغ (重庆三峡学院)
- معهد تشونغتشينغ للاتصالات السلكية واللاسلكية (重庆通讯学院)
- معهد سيتشوان للفنون الجميلة (四川美术学院)
- جامعة سيتشوان للدراسات الدولية (四川外国语大学)
- جامعة الخدمات اللوجستية (后勤工程学院)
- جامعة تشونغتشينغ للفنون والعلوم (重庆文理学院)
- جامعة يانغتسي العادية (长江师范学院)
- جامعة تشونغتشينغ للتعليم (重庆第二师范学院)

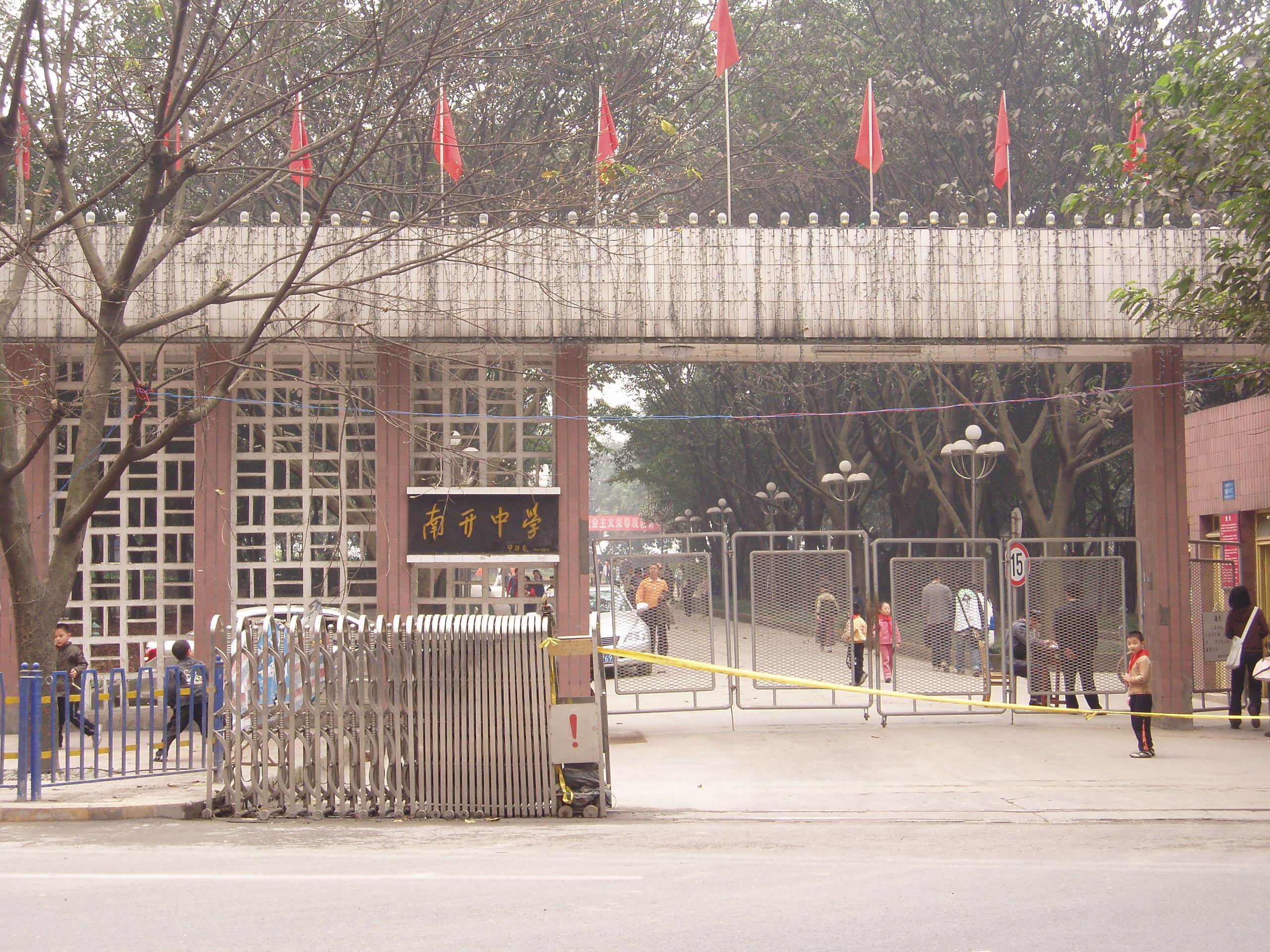
مدخل مدرسة نانكاي

### المدارس الثانوية البارزة
- مدرسة فولينج التجريبية الثانوية (涪陵实验中学)
- مدرسة تشونغتشينغ الأولى الثانوية (重庆一中)
- مدرسة تشونغتشينغ نانكاي الثانوية (重庆南开中学)
- مدرسة تشونغتشينغ الثامنة الثانوية (重庆八中)
- مدرسة باشو الثانوية (巴蜀中学)
- مدرسة تشونغتشينغ للسكك الحديدية الثانوية (重庆铁路中学)
- مدرسة تشونغتشينغ يوكاي الثانوية (育才中学)
- مدرسة تشونغتشينغ الأجنبية للغات (重庆一外)
- مدرسة فيراكين الثانوية في تشونغتشينغ (重庆二外)
- مدرسة تشونغتشينغ الثانوية (求精中学)
- مدرسة ثانوية تابعة لجامعة ساوث ويست (西南大学附中)
- مدرسة تشونغتشينغ الثامنة عشر الثانوية (重庆十八中)

### مدارس دولية
- مدرسة يو تشونغ الدولية في تشونغتشينغ (重庆耀中国际学校) [122]
- مدرسة كوالالمبور الدولية في تشونغتشينغ باشو (重庆市诺林巴蜀外籍人员子女学校) [123]

## المواصلات
منذ أن رُقّيت إلى بلدية على المستوى الوطني في عام 1997، شهدت تشونغتشينغ توسعًا ملحوظًا في بنيتها التحتية. فقد أسهمت مشاريع بناء السكك الحديدية والطرق السريعة الممتدة شرقًا وجنوب شرق البلاد في تعزيز مكانة المدينة كمحور رئيسي للنقل في جنوب غرب الصين. بلغ عدد الجسور التي تعبر نهر اليانغتسي ضمن حدود البلدية 31 جسرًا في عام 2014، من بينها أكثر من اثني عشر جسرًا في قلب المدينة الحضري.

### السكة الحديدية
المحطات الرئيسية في تشونغتشينغ:

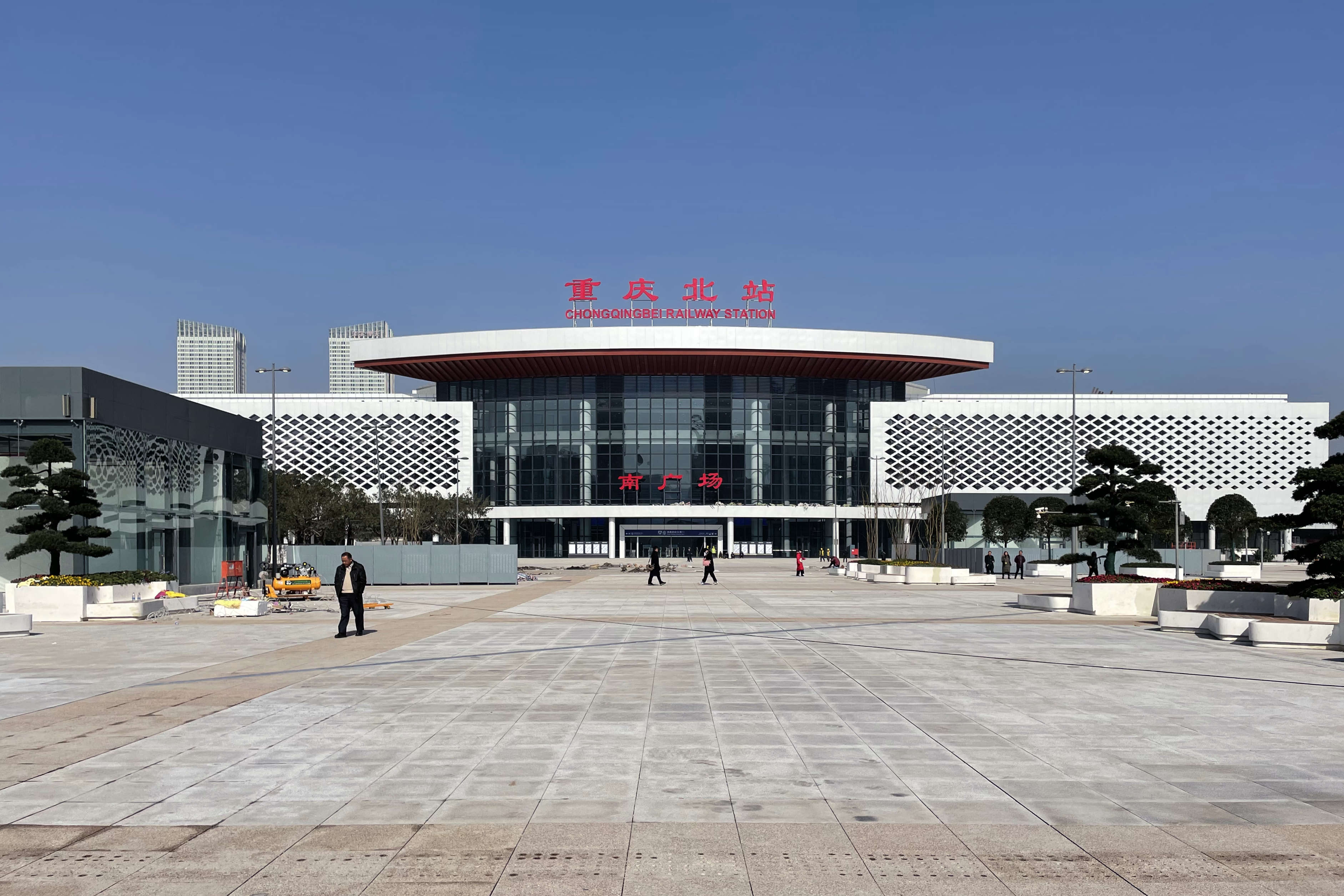
سكة حديد تشونغتشينغ الشمالية

محطة سكة حديد تشونغتشينغ الواقعة في منطقة يوزونغ هي الأقدم في المدينة وهي قريبة من منطقة الأعمال المركزية جيفانغبي في قلب المدينة. يمكن الوصول إليها عبر خطي المترو 1 و3 (محطة ليانغلوكو). تخدم هذه المحطة بشكل أساسي قطارات المسافات الطويلة، إلا أن هناك خططًا لتجديدها بشكل شامل، ما أدى إلى نقل معظم خدماتها إلى محطة تشونغتشينغ الشمالية.
أما محطة سكة حديد تشونغتشينغ الشمالية، التي اكتملت في عام 2006، فهي الآن المركز الرئيسي للقطارات السريعة، وتخدم خطوطًا نحو تشنغدو وبكين وغيرها من المدن الكبرى. وهي متصلة أيضًا بشبكة المترو، مما يسهل الوصول إليها. تقع محطة سكة حديد تشونغتشينغ الغربية في منطقة شابينغبا والتي بدأت العمل في عام 2018، وتتعامل مع قطارات المسافات الطويلة والقطارات عالية السرعة المتجهة إلى عدد من المدن الصينية.
توجد محطة سكة حديد شابينغبا في قلب منطقة الأعمال بالحي ذاته، ويمكن الوصول إليها عبر الخطين 1 و9 إضافة إلى الخط الدائري. وقد تم الانتهاء من إنشائها أيضًا في عام 2018، وهي تخدم بالأساس القطارات المحلية والإقليمية. ومن المتوقع أن تكتمل محطة سكة حديد تشونغتشينغ الشرقية في عام 2025.

### شبكة النقل السريع

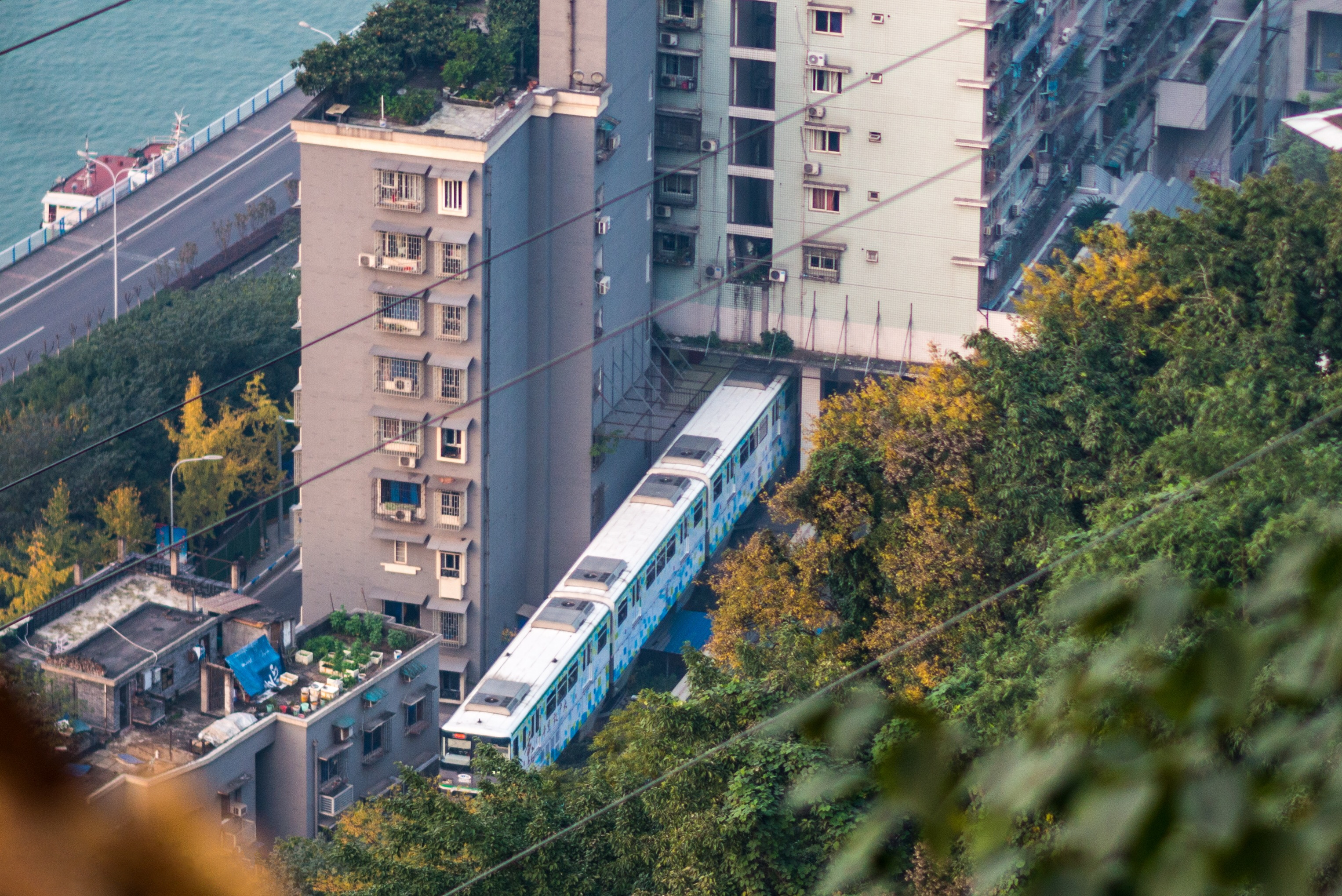
قطار من خط تشونغتشينغ للسكك الحديدية 2 يمر عبر مبنى سكني في محطة ليزيبا

ضمت شبكة النقل السريع في تشونغتشينغ (CRT) أحد عشر خطا في عام 2023، بطول إجمالي يبلغ 561.18 كم (349 ميل). أما الخطوط 1 و4 و5 و6 و9 و10 و18 والخط الدائري وخط جيانغتياو وخط بيتونغ فهي خطوط مترو تقليدية، في حين أن الخطين 2 و3 عبارة عن خطين بنظام القطار الأحادي الثقيل.  يبلغ متوسط حجم الركاب اليومي للشبكة بأكملها حوالي 3.65 مليون ويبلغ متوسط العدد اليومي للمغادرين 2,205. الرقم القياسي الحالي لأعلى حركة ركاب في يوم واحد هو 6.148 مليون في 31 ديسمبر 2024.

### النقل النهري

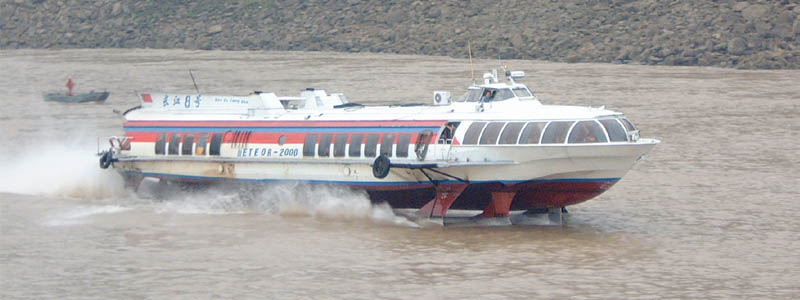
عبارة في نهر اليانغسي

كانت العبارات النهرية في الماضي القريب وسيلة النقل الأساسية على طول نهر اليانغتسي في تشونغتشينغ. غير أن التحسينات الكبيرة في البنية التحتية للنقل أدّت إلى تراجع كبير في استخدام العبارات. اليوم، تقتصر أغلب رحلات العبارات على الجولات الترفيهية المخصّصة للسياح، بدلًا من أن تكون وسيلة للنقل المحلي. وقد عزز بناء سد الممرات الثلاثة من إمكانية وصول سفن الشحن الكبيرة، ما أتاح نقل البضائع بالجملة على طول نهر اليانغتسي. ويمثل الفحم والمعادن الخام والسلع المعبأة في الحاويات الجزء الأكبر من حركة النقل في هذا الممر المائي.

### الطرق السريعة
اتسمت شبكة الطرق في تشونغتشينغ فيما بالضيق والتعرج، وكانت مخصصة للمركبات الصغيرة بسبب طبيعة المدينة الجبلية وتعدد الأنهار فيها، والكثافة السكانية المرتفع خاصة في منطقة يوتشونغ. وقد استلزم هذا التطوير بناء أنفاق وجسور ضخمة في أنحاء المدينة. كما ساهمت مشاريع الطرق السريعة الجديدة في ربط تشونغتشينغ بمحيطها الإقليمي. لكن فإن التضاريس الجبلية الوعرة التي شُيّدت عليها المدينة تجعل من مشاريع الطرق تحديًا هندسيًا، وقد نتج عن ذلك إنشاء بعض من أعلى الجسور الطرقية في العالم. وعلى عكس ما هو شائع في العديد من المدن الصينية الأخرى، تُعد الدراجات النارية والدراجات البخارية الكهربائية والدراجات الهوائية نادرة الوجود على طرقات تشونغتشينغ. ويُعزى ذلك إلى الانحدارات الحادة للطُرق وتضاريس المدينة الصعبة.

### المطار

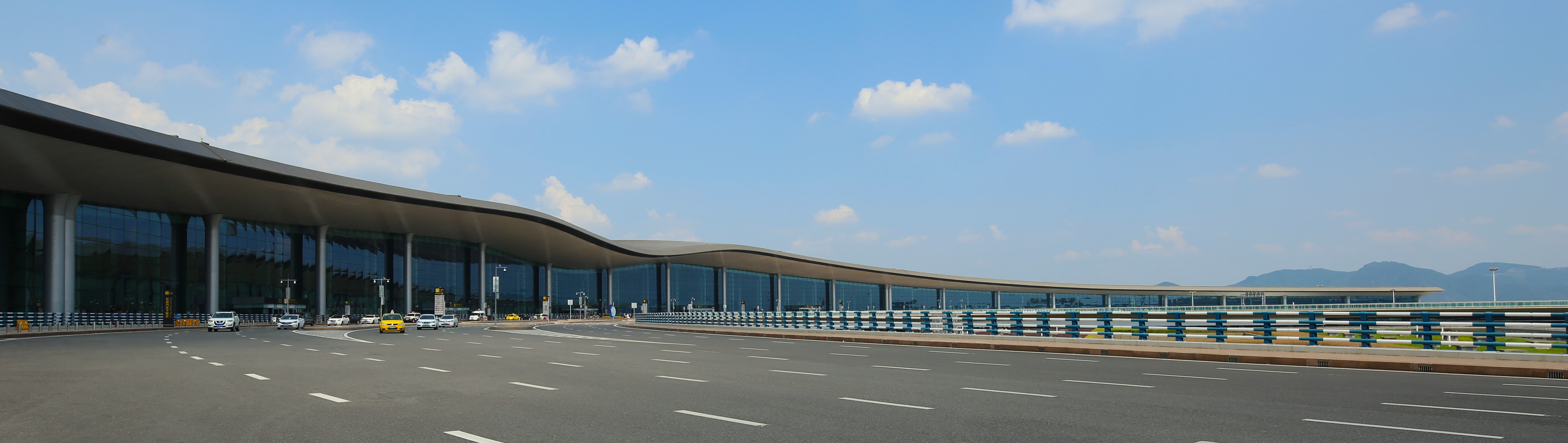
صالة المغادرة في مبنى 3 بالمطار

يُعد مطار تشونغتشينغ جيانغبى الدولي (رمزه ايتا: CKG، ايكاو: ZUCK) المطار الرئيسي في المدينة، ويقع في منطقة يوبي على بُعد نحو 21 كيلومترًا شمال مركز تشونغتشينغ. يُعد هذا المطار مركزًا جويًا حيويًا لجنوب غرب الصين، ويخدم شبكة متنامية من الرحلات الجوية المباشرة إلى مختلف أنحاء الصين، إضافة إلى وجهات دولية في جنوب شرق آسيا والشرق الأوسط وأوروبا وأمريكا الشمالية. المطار مركز تشغيلي للعديد من شركات الطيران الصينية منها خطوط تشونغتشينغ الجوية  وخطوط الصين الجنوبية وخطوط سيتشوان وتشاينا إكسبريس وشاندونغ.
صُنف مطار جيانغبي كأحد أكثر مطارات الصين ازدحامًا في عام 2021، حيث احتل المرتبة الرابعة في البر الرئيسي من حيث حركة الركاب. يضم المطار ثلاث صالات رئيسية، ويرتبط بمركز المدينة عبر خطوط مترو تشونغتشينغ (الخطين 3 و10) ما يُسهل الوصول إليه من مختلف أنحاء البلدية.

## الثقافة

### اللغة

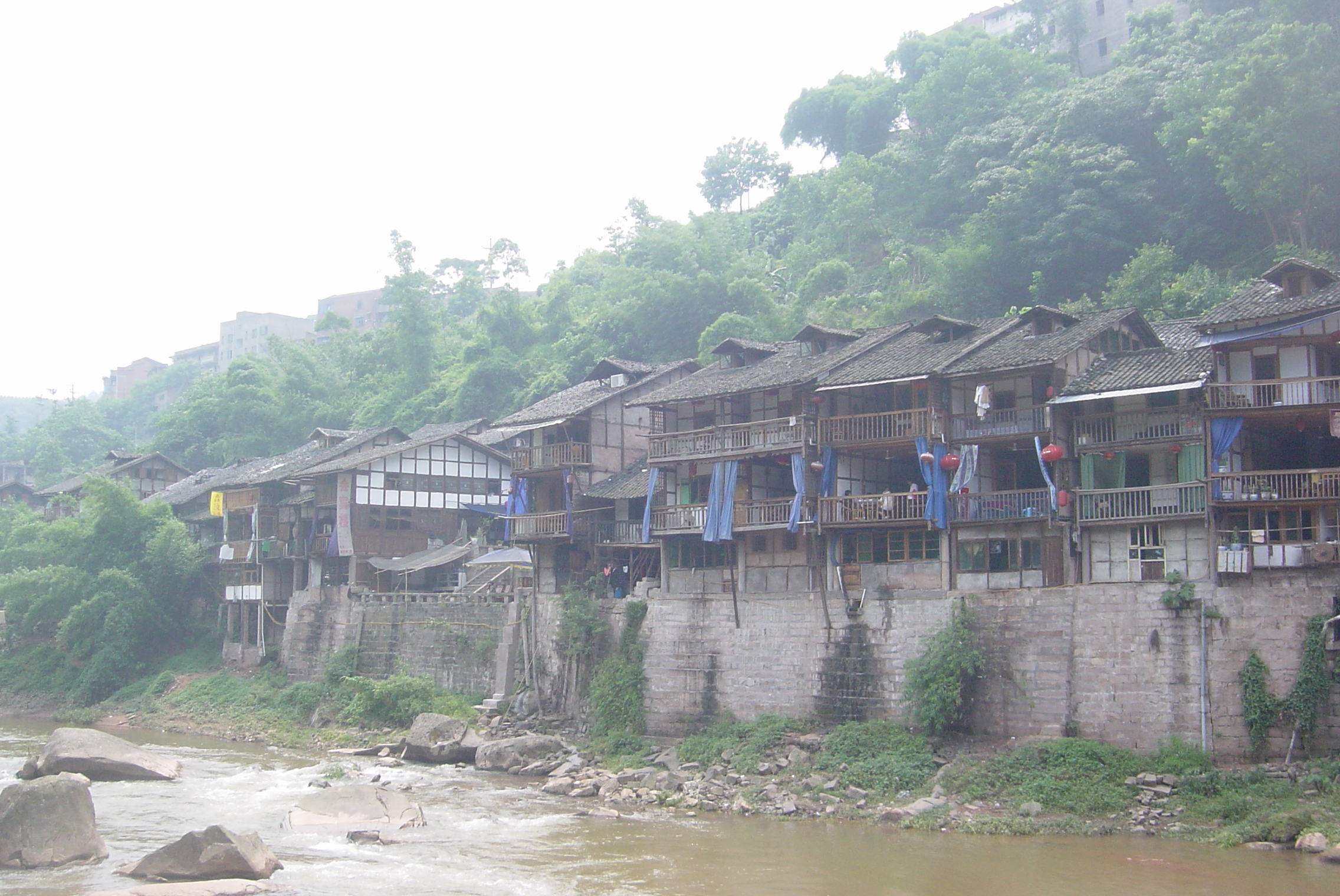
مدينة تشونغشان القديمة، جيانغجين، تشونغتشينغ

اللغة الأصلية السائدة في تشونغتشينغ هي الماندرين الجنوبي الغربي، وتحديدًا لهجة سيتشوان التي تُعد الأكثر شيوعًا في جميع أنحاء البلدية باستثناء منطقة شيوشان. تتفرع هذه اللهجة إلى تنويعات محلية أبرزها لهجة تشنغدو تشونغتشينغ الأساسية، ولهجة مينجيانغ المستخدمة في مناطق مثل جيانغجين وتشيجيانغ. وتعود التعددية اللغوية في تشونغتشينغ إلى موجات الهجرة الكبرى التي شهدتها منطقة سيتشوان خلال عهدي أسرتي مينغ وتشينغ، خاصة ما يُعرف تاريخيًا باسم "هجرة هوقوانغ إلى سيتشوان" (湖廣填川)، والتي جلبت معها متحدثين بلغات أخرى مثل لهجتي شيانغ وهاكا. كما تستخدم بعض شعبي مياو وتوجيا لغتا مياو وتوجيا في المناطق الواقعة جنوب شرق البلدية.

### الطعام

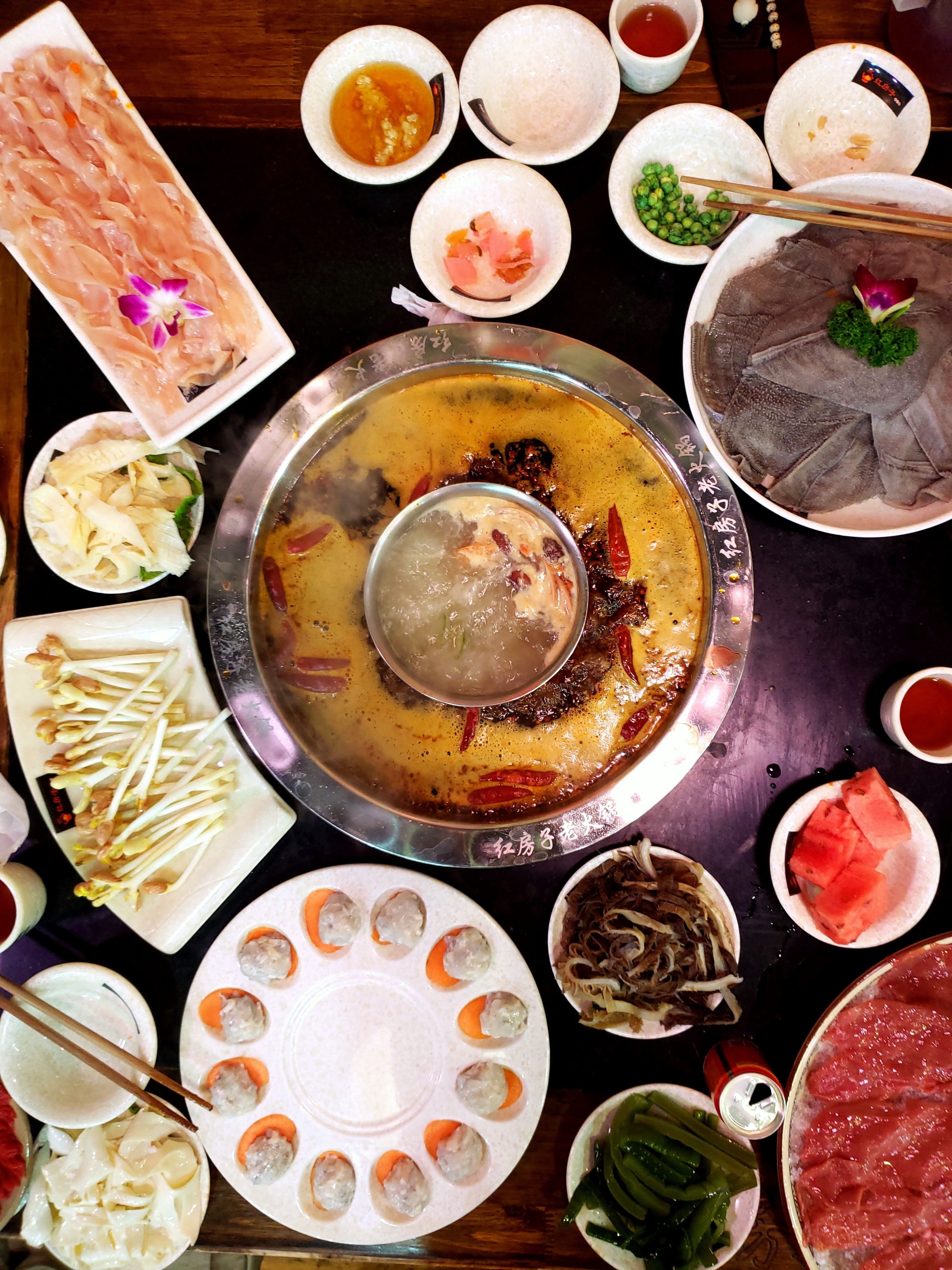
وعاء تشونغتشينغ الساخن مع الروبيان المفروم وشرائح اللحم وأمعاء الأوز وشرائح الكلى.

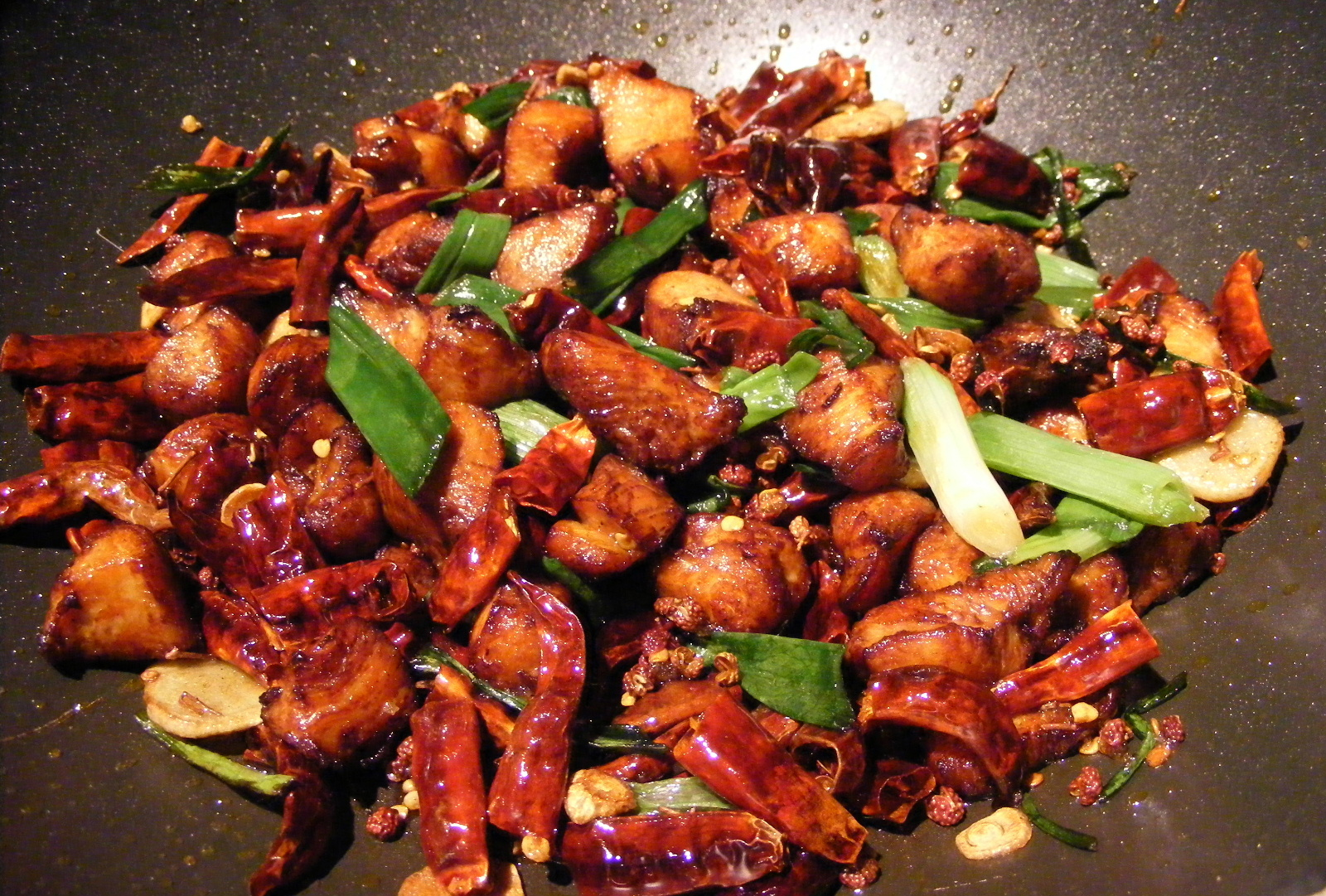
لا زي جي مقلي

تشمل الأطباق المحلية الشهيرة دامبلنغ والخضروات المخللة فهي عناصر أساسية على المائدة اليومية. وعلى خلاف العديد من المأكولات الصينية الأخرى التي تميل إلى المشاركة الجماعية، فإن مطبخ تشونغتشينغ يتّسم بتقديم وجبات فردية.
- وعاء تشونغتشينغ الساخن - أصل أطباق الوعاء الساخن من شمال الصين لكنه أصبح من أبرز ما يميز تشونغتشينغ. يتوسّط الطاولة في المطاعم قدر كبير يحتوي على مرق حار يُستخدم لسلق المكوّنات المختلفة التي يختارها الزبائن بأنفسهم. مثل شرائح لحم البقر ولحم الخنزير والكرشة والكلى وأمعاء الأوز وغيرها من الأطعمة.[136]

- أسماك جيانغتوان - بسبب موقع المدينة على ضفاف نهر جيالينغ فتتوفر فيها الأسماك النهرية الطازجة، لعل أشهرها أسماك جيانغتوان (مبروك كبير الرأس)[137] التي تحضر على البخار أو تُخبز حتى تنضج. وتُعدّ منطقة وانتشو التابعة لتشونغتشينغ من أبرز المناطق التي اشتهرت بخَبز أسماك جيانغتوان بطريقة تقليدية مميزة.[138][139]

- سوان لا فن وهي نودلز مصنوعة من نشا البطاطا الحلوة، شفافة وسميكة ذات ملمس مطاطي، تُقدَّم في حساء الخل الحار.[140]
- لازي جي (الدجاج الحار) وهو طبق يتكوّن من قطع دجاج صغيرة متبّلة تقلى مع كميات وفيرة من فلفل سيتشوان الأحمر المجفف وحبوب الفلفل السيتشواني والثوم والزنجبيل.[141] وقد نشأ هذا الطبق في منطقة جيلشان المجاورة.[142]
- تشيانجانغ (كريمة فول الصويا منزوع الدسم) تبدأ العملية بنقع فول الصويا في الماء، ثم طحنه وتصفيته وغليه، قبل أن يُكثَّف الحليب الناتج ويُفرد على قطع من الشاش، حتى تتكوّن طبقات رقيقة ناصعة البياض من الكريمة النباتية. تُستخدم هذه الكريمة بعدة طرق، منها ما يُقدَّم بارداً بعد تقطيعها إلى شرائح وتتبيلها بزيت السمسم والثوم وزيت الفلفل الحار. ويمكن أن تُخبز ثم تُقلى مع قديد الخنزير.[143]
- السمك مع مخلل الخردل الأخضر وهو طبق ظهر من المدينة.[144]

### السياحة

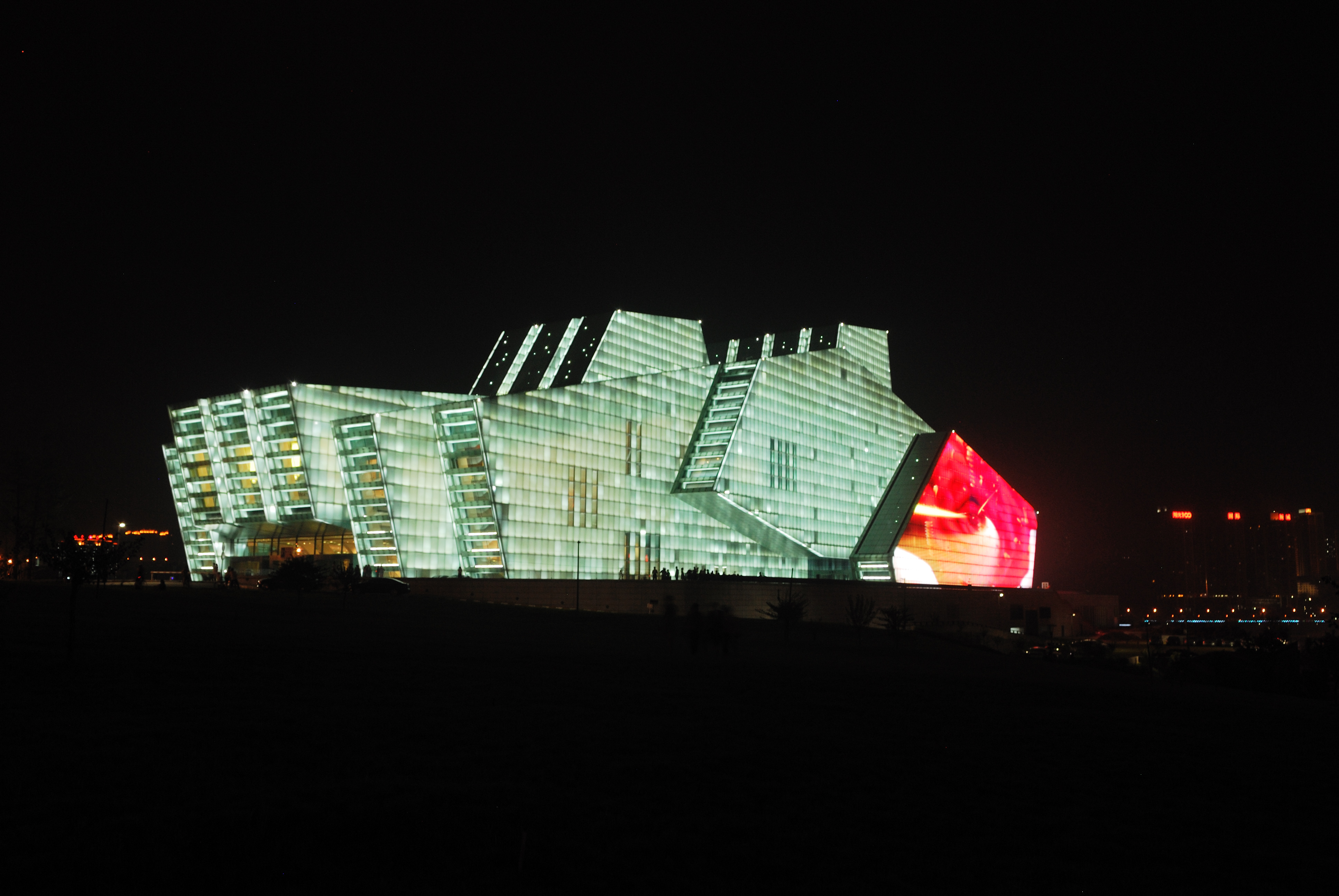
مسرح تشونغتشينغ الكبير

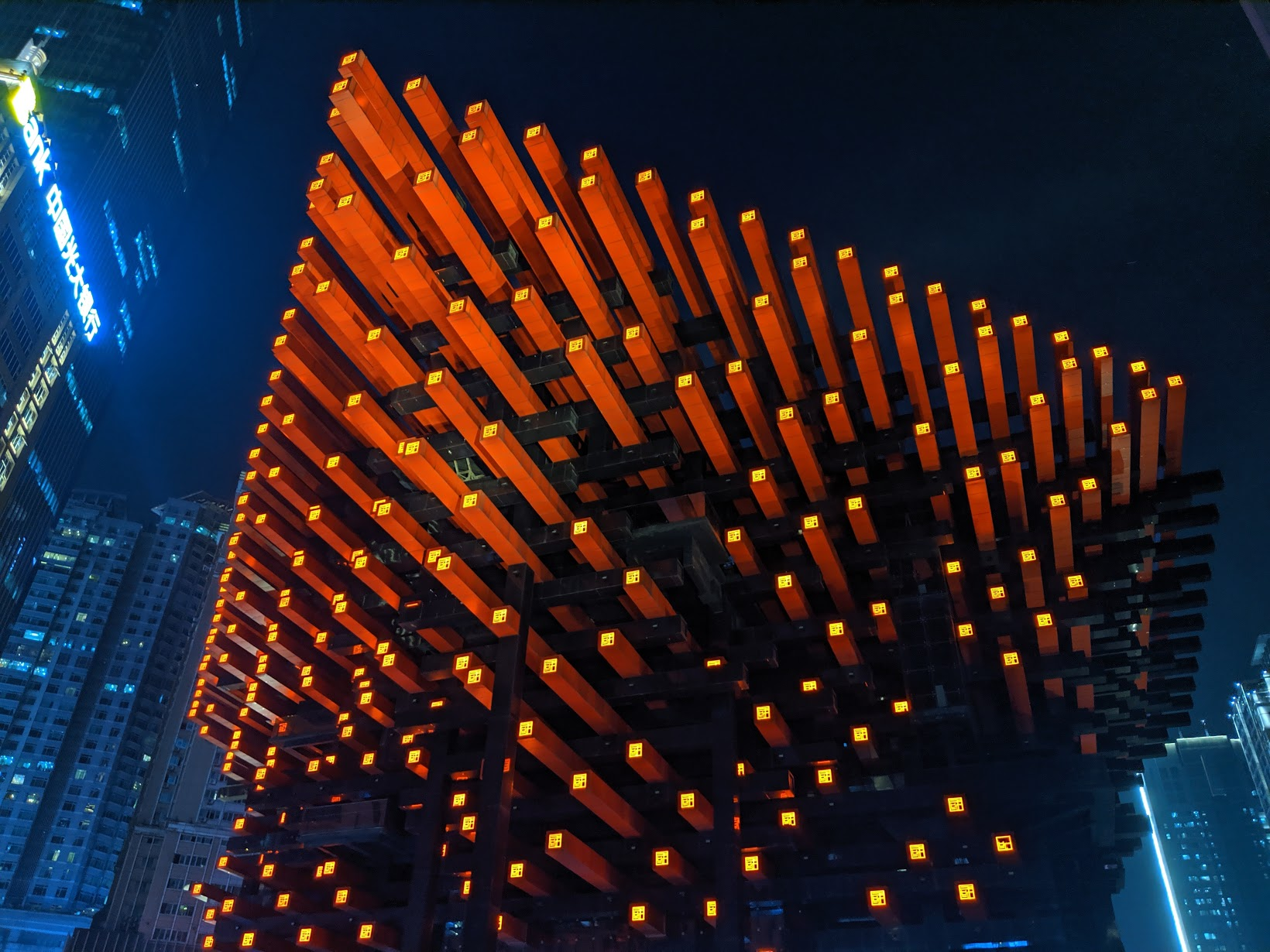
متحف الفنون

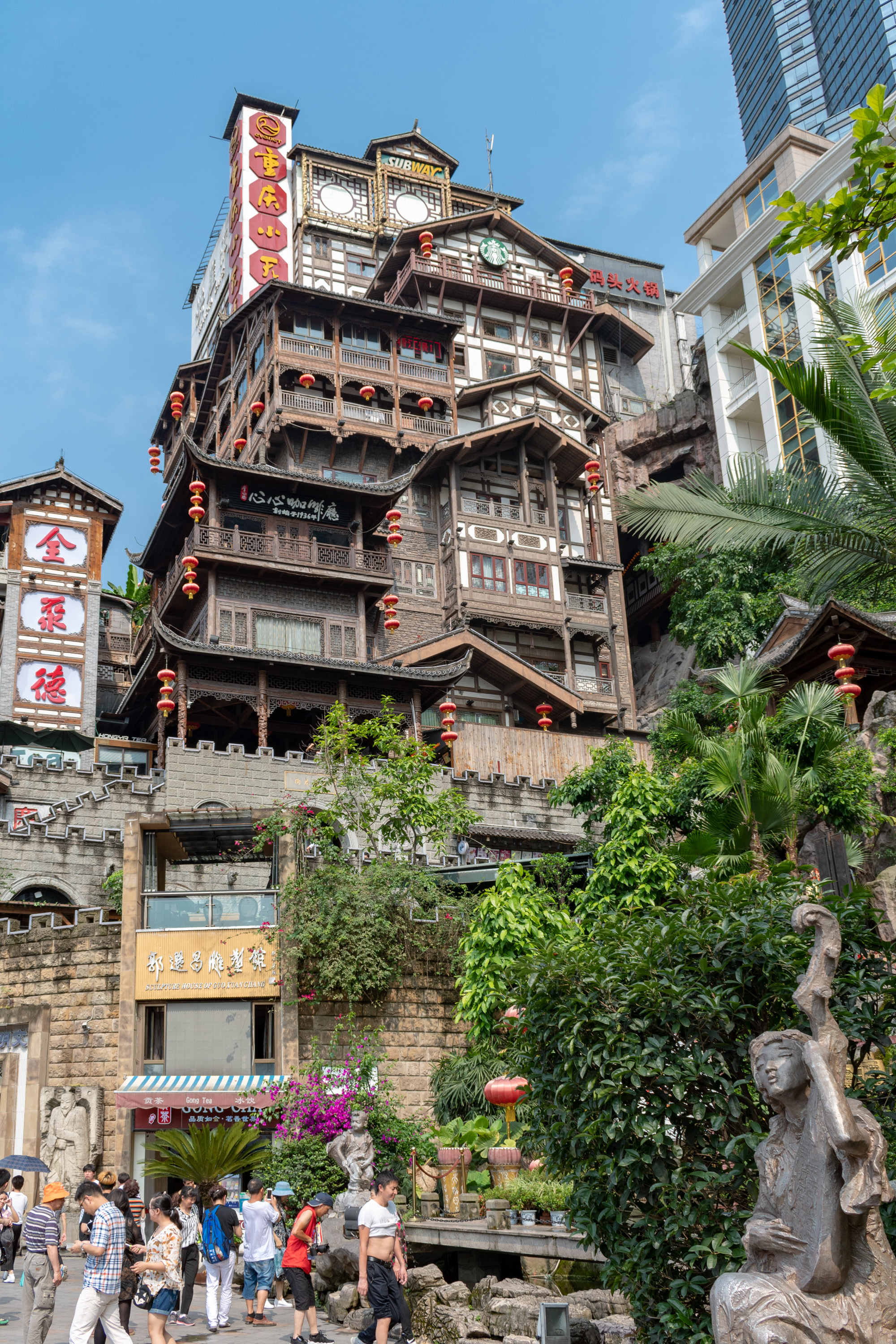
هونغيا دونغ حي تاريخي مبني على طراز بايو في منطقة جييفانغبي

تزخر المدينة بالعديد من المعالم التاريخية العائدة إلى زمن الحرب وإن كان بعضها قد تعرّض للتدمير مع مرور الوقت. من أبرز هذه المعالم نُصُب تحرير الشعب التذكاري، الواقع في قلب المدينة والذي كان في السابق أعلى بناء في المنطقة قبل أن تطوّقه ناطحات السحاب ومراكز التسوق. شُيّد في الأصل تحت اسم "نُصُب النصر على جيوش المحور"، ويُعد البناء الوحيد في الصين المُكرّس لهذا الغرض، وقد أصبح لاحقًا رمزًا من رموز تشونغتشينغ. كما تحتضن المدينة متحف الجنرال جوزف ستيلويل، المُخصّص للجنرال الأمريكي الذي خدم في الصين خلال الحرب العالمية الثانية. كذلك، تُخلّد مقبرة القوات الجوية في نانشان ذكرى الطيارين الذين قتلوا في الحرب الصينية اليابانية الثانية (1937–1945). ومن المعالم الأخرى ذات الأهمية الدبلوماسية حديقة كاسيا (غييوان) التي وقع فيها "اتفاقية السلام المزدوجة" بين الحزب الشيوعي والكومينتانغ في 10 أكتوبر 1945.
المدينة غنية أيضًا بالمعالم الثقافية والطبيعية، مثل:
- متحف بايهيليانغ تحت الماء: أول متحف من نوعه في الصين.[148]
- قاعة الشعب الكبرى في تشونغتشينغ: مبنى ضخم يحاكي الطراز التقليدي الصيني، مستوحى من نظيرته في بكين.[149]
- معبد لوهان سي: العائد إلى عهد سلالة مينغ.[150]
- مباني السفارات السابقة التي كانت مستخدمة في الأربعينيات.[151]
- مقاطعة ووشي الشهيرة.[152]
- المنحوتات الصخرية في دازو: تحف دينية من القرن السابع الميلادي تمزج بين البوذية والكونفوشيوسية والطاوية، مُدرجة ضمن مواقع التراث العالمي لليونسكو.[153]
- الجسور الطبيعية الثلاثة وكهف فورونغ: ضمن منتزه وولونغ الكارستي الجيولوجي الوطني وهي احدى مواقع التراث العالمي.[154][155]
- مدينة الصيد أو قلعة دياويو هي واحدة من ساحات القتال القديمة الثلاث الكبرى في الصين. اشتهرت بمقاومتها للجيوش المغولية الغزية في عهد أسرة سونغ الجنوبية (1127-1279) وهي الموقع الذي توفي فيه الزعيم المغولي مونكو خان عام 1259.[156]

- كهف شيويو: مثال نادر لكهف كارستي أبيض كاليشم في الصين.[157]
- حديقة تشونغتشينغ: حديقة تعرض حيوانات نادرة مثل الباندا العملاقة وببر جنوب الصين والفيل الإفريقي.[158]
- وادي الجبل الأسود.[159]

### الإعلام
محطة البث الشعبي في تشونغتشينغ هي أكبر محطة إذاعية في تشونغتشينغ، الشبكة التلفزيونية الوحيدة على مستوى البلدية هي تشونغتشينغ تي في.

### الرياضة
يتمركز في تشونغتشينغ عدة فرق رياضية بارزة. بالنسبة مجال كرة القدم فقد كان تشونغتشينغ ليانغجيانغ أثليتيك أحد الأندية البارزة في الدوري الصيني الممتاز، وهو نادٍ تأسس في عام 1995. حقق النادي أفضل إنجازاته في عام 2000 بفوزه بكأس الاتحاد الصيني واحتلاله المركز الرابع في الدوري. ولكن مع مرور الوقت تراجع أداء الفريق وواجه تحديات مالية. أما نادي تشونغتشينغ ليانغجيانغ فقد كان نادياً محترفاً في الدوري الصيني الأول، قبل أن يهبط إلى الدوري الصيني الثاني ويحل بسبب قلة التمويل.
فيما يتعلق بالملاعب الرياضية في المدينة، فمركز تشونغتشينغ الأولمبي الرياضي يهو أحد أكبر الملاعب وأكثرها استخدامًا في المدينة. هذا الملعب المتعدد الأغراض يستخدم بشكل رئيسي لمباريات كرة القدم ويتسع لـ 58,680 متفرجًا. افتتح في عام 2002 واستخدم في كأس آسيا 2004. ملعب يانغي هو ملعب آخر متعدد الاستخدامات يُستخدم لمباريات كرة القدم، ويتسع لـ 32,000 متفرج وهو ملعب فريق تشونغتشينغ ليفان في الدوري الصيني الممتاز. ويتسع ملعب داتيانوان متعدد الأغراض لـ 32,000 متفرج.

## علاقات دولية

### القنصليات
| القنصلية                                      | تاريخ الافتتاح | منطقة القنصلية                                   |
| --------------------------------------------- | -------------- | ------------------------------------------------ |
| القنصلية العامة الكندية في تشونغتشينغ         | 05.1998        | تشونغتشينغ وسيتشوان وقويتشو يونان                |
| القنصلية العامة للمملكة المتحدة في تشونغتشينغ | 03.2000        | تشونغتشينغ وسيتشوان وقويتشو يونان                |
| القنصلية العامة لكمبوديا، تشونغتشينغ          | 12.2004        | تشونغتشينغ، هوبي، هونان، شنشي                    |
| القنصلية العامة لليابان في تشونغتشينغ         | 01.2005        | تشونغتشينغ، سيتشوان، قويتشو، يوننان، شنشي        |
| قنصلية الدنمارك في تشونغتشينغ                 | 07.2005        | تشونغتشينغ وسيتشوان وقويتشو يونان                |
| القنصلية العامة للفلبين، تشونغتشينغ           | 12.2008        | تشونغتشينغ، قويتشو، يونان                        |
| القنصلية العامة للمجر في تشونغتشينغ           | 02.2010        | تشونغتشينغ، سيتشوان، قويتشو، يوننان، شنشي، قانسو |
| القنصلية العامة لإثيوبيا في تشونغتشينغ        | 11.2011        | تشونغتشينغ وسيتشوان وقويتشو يونان                |
| القنصلية العامة لإيطاليا، تشونغتشينغ          | 12.2013        | تشونغتشينغ وسيتشوان وقويتشو يونان                |
| القنصلية العامة لهولندا في تشونغتشينغ         | 01.2014        | تشونغتشينغ، سيتشوان، شنشي، يونان، قويتشو         |
| القنصلية العامة لأوروغواي، تشونغتشينغ         | 12.2019        | تشونغتشينغ، سيتشوان، يونان، شنشي، قانسو          |

### المدن الشقيقة
تشونغتشينغ لديها علاقات مدينة شقيقة مع العديد من مدن العالم ومنها:
- سياتل، الولايات المتحدة (1983)[172]
- بريزبان، أستراليا (2005)[173]

## ثبت المراجع
- Danielson، Eric N. (2005). "Chongqing". The Three Gorges and the Upper Yangzi. Singapore: Marshall Cavendish/Times Editions. ص. 325–362. ISBN:978-981-232-599-0.
- Huang, Jiren (1999).  老重庆：巴山夜语 [Old Chongqing: Ba Mountains Night Rains]. 老城市 [The Old Cities] (بالصينية). Nanjing: Jiangsu Fine Arts Publishing House.
- Kapp، Robert A. (1974). "Chungking as a Center of Warlord Power, 1926–1937". في Mark Elvin؛ G. William Skinner (المحررون). The Chinese City Between Two Worlds. Stanford: Stanford University Press. ص. 143–170. ISBN:9780804708531.
- Kapp، Robert A. (1973). Szechwan and the Chinese Republic: Provincial Militarism and Central Power, 1911–1938. New Haven: Yale University Press.
- Liao, Qingyu (2005). Chongqing Ge Le Shan Pei Du Yizhi [The Construction of War-time Capital on the Gele Mountain, Chongqing]. Chengdu: Sichuan University Press.
- Long, Juncai (2005). Sui Yue Ya Feng de Jiyi: Chongqing Kang Zhan Yizhi (Covered Memory of Flowing Years: Site[s] of [the] Anti-Japanese War in Chongqing). Chongqing: Southwest University Press.
- McIsaac, Lee (2000). "The City as Nation: Creating a Wartime Capital in Chongqing". في Esherick، Joseph W. (المحرر). Remaking the Chinese City, 1900–1950. Honolulu: University of Hawaii Press.
- Xu Dongsheng؛ Liu Yuchuan (1998). Chongqing Jiu Ying [Old Photos of Chongqing]. Beijing: People's Fine Arts Publishing House.